# Ельцин, Борис Николаевич
Бори́с Никола́евич Е́льцин (1 февраля 1931, Бутка, Буткинский район, Уральская область, РСФСР, СССР — 23 апреля 2007, Москва, Россия) — советский и российский партийный, государственный и политический деятель, первый Президент Российской Федерации (1991—1999); в ноябре 1991 — июне 1992 года одновременно возглавлял правительство России. С марта по май 1992 года исполнял обязанности министра обороны Российской Федерации.
Депутат Совета Союза Верховного Совета СССР 10 и 11 созывов (1979—1989), член Президиума Верховного Совета СССР (1984—1988). Народный депутат СССР и член Совета Национальностей Верховного Совета СССР (1989—1990). Народный депутат РСФСР и председатель Верховного Совета РСФСР (1990—1991). Член КПСС (1961—1990), член ЦК КПСС (1981—1990), первый секретарь Свердловского обкома КПСС (1976—1985), секретарь ЦК КПСС (1985—1986), первый секретарь Московского горкома КПСС (1985—1987), кандидат в члены Политбюро ЦК КПСС (1986—1988). Кавалер ордена Ленина (1981).
Вошёл в историю как первый всенародно избранный глава российского государства, радикальный реформатор общественно-политического и экономического устройства России. Период правления Ельцина ознаменовался августовским путчем и распадом Советского Союза в 1991 году, либерализацией цен и приватизацией в начале 1992 года, попытками импичмента в 1993 и 1999 году, разгоном Верховного Совета и принятием Конституции 1993 года, противостоянием с КПРФ, первой чеченской войной (1994—1996) и началом второй чеченской войны, а также дефолтом в 1998 году.
По мнению ряда экспертов, при Ельцине в России установился полуавторитарный режим с управляемой демократией и суперпрезидентской республикой.

## Детство и юность
Родился 1 февраля 1931 года в селе Бутка Уральской области (ныне в Талицком районе Свердловской области) в семье раскулаченных крестьян, как писал сам Ельцин в мемуарах. Его отец, Николай Игнатьевич Ельцин, был плотником. Мать, Клавдия Васильевна Ельцина (в девичестве Старыгина), была неграмотной крестьянкой, работала портнихой. Дед по отцу Бориса Ельцина — Игнатий Екимович Ельцин, будучи зажиточным крестьянином, в 1930 году был объявлен кулаком и лишён гражданских прав, а в 1934 году вместе со своей женой Анной был сослан в Надеждинск (ныне Серов), Уральской области, где умер два года спустя.

В 1932 году родители Ельцина в поисках работы переехали в Казань. Там в 1934 году Николай был арестован вместе с братом Андрианом и ещё четырьмя рабочими по обвинению в антисоветской агитации и тройкой ПП ОГПУ был осуждён на 3 года пребывания в Дмитлаг НКВД, где работал на строительстве канала Москва-Волга. В ночь, когда арестовали его отца, Борис плакал, пока не заснул. 

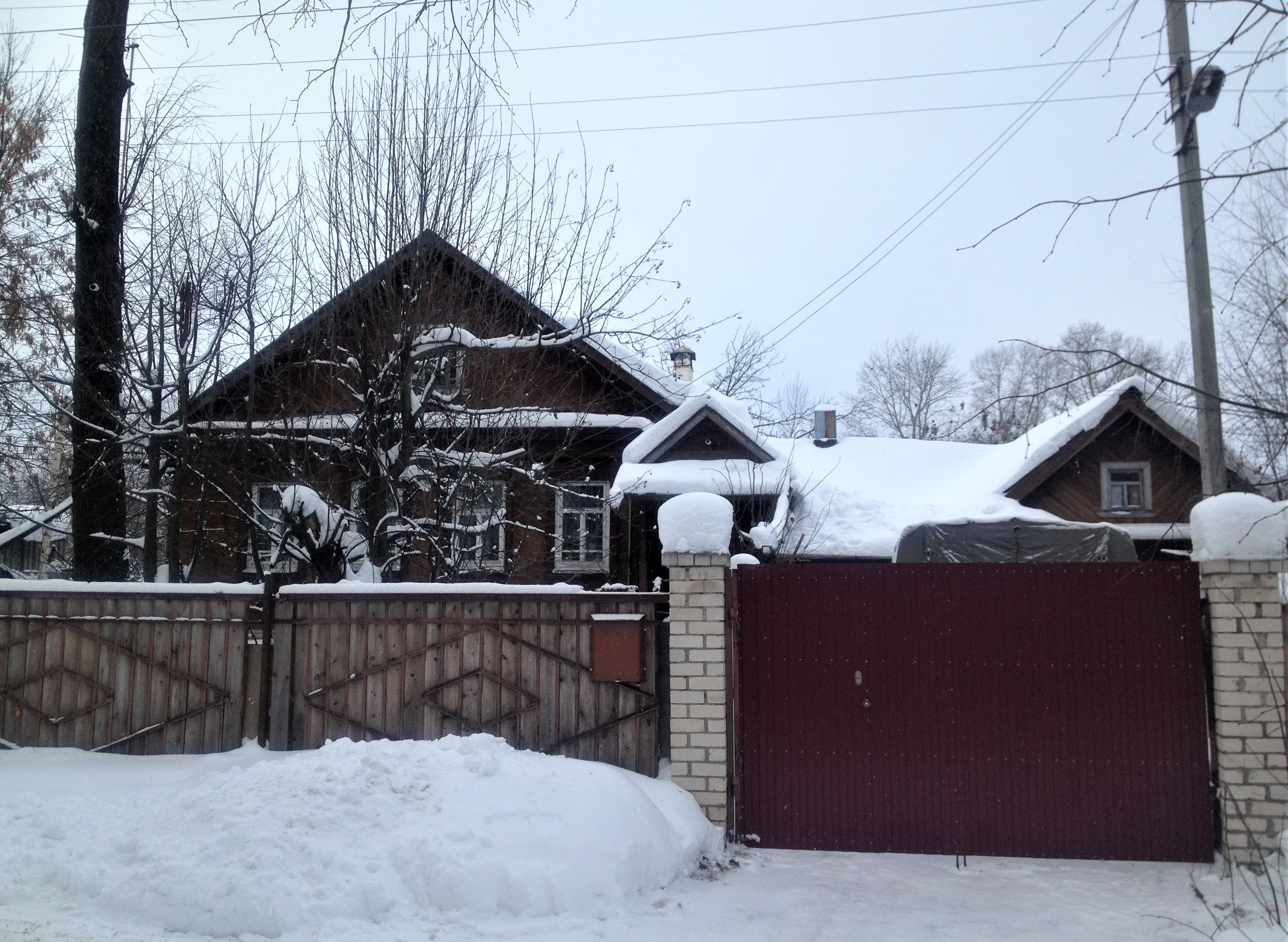
Дом в Казани, в котором в 1934—1937 годах жил Б. Н. Ельцин

Сокамерник Николая, фельдшер из Казани Василий Петров, попросил свою жену Елизавету и дочь Нину приютить семью Ельциных, выселенных из барака, у себя в доме на улице Шестой Союзной. В 1936 году Николай Ельцин был освобождён из заключения досрочно за примерное поведение и вернулся в Казань, где поселился в том же доме. В 1999 году жена Ельцина Наина разыскала Нину и в знак благодарности купила ей двухкомнатную квартиру в Казани на средства, полученные от издания книг мужа.

В 1937 году у Николая и Клавдии Ельциных родился второй сын — Михаил. Сразу после крещения новорожденного Ельцины вернулись на Урал в Березники Пермской области, где Николай получил работу в «Севуралтяжстрое» и был назначен на калийный комбинат. В июле 1944 года у них родился третий ребёнок — Валентина. Борис Ельцин всегда был ближе к матери, чем к отцу, так как тот часто бил жену и детей. С 1939 по 1945 год, Ельцин учился в железнодорожной школе № 95, затем четыре года в мужской школе № 1 имени А. С. Пушкина. Общался исключительно с мальчишками. В 1940 году его приняли в пионеры, а в 1945 году он вступил в комсомольскую организацию. Он активно участвовал в пионерской и комсомольской жизни, посещал разные собрания и кружки, но лидерского положения там не занимал. Согласно аттестату зрелости, выданному Ельцину в 1949 году, он окончил школу «при отличном поведении», изучил 14 школьных предметов (по восьми предметам с оценкой 5, по шести — 4).

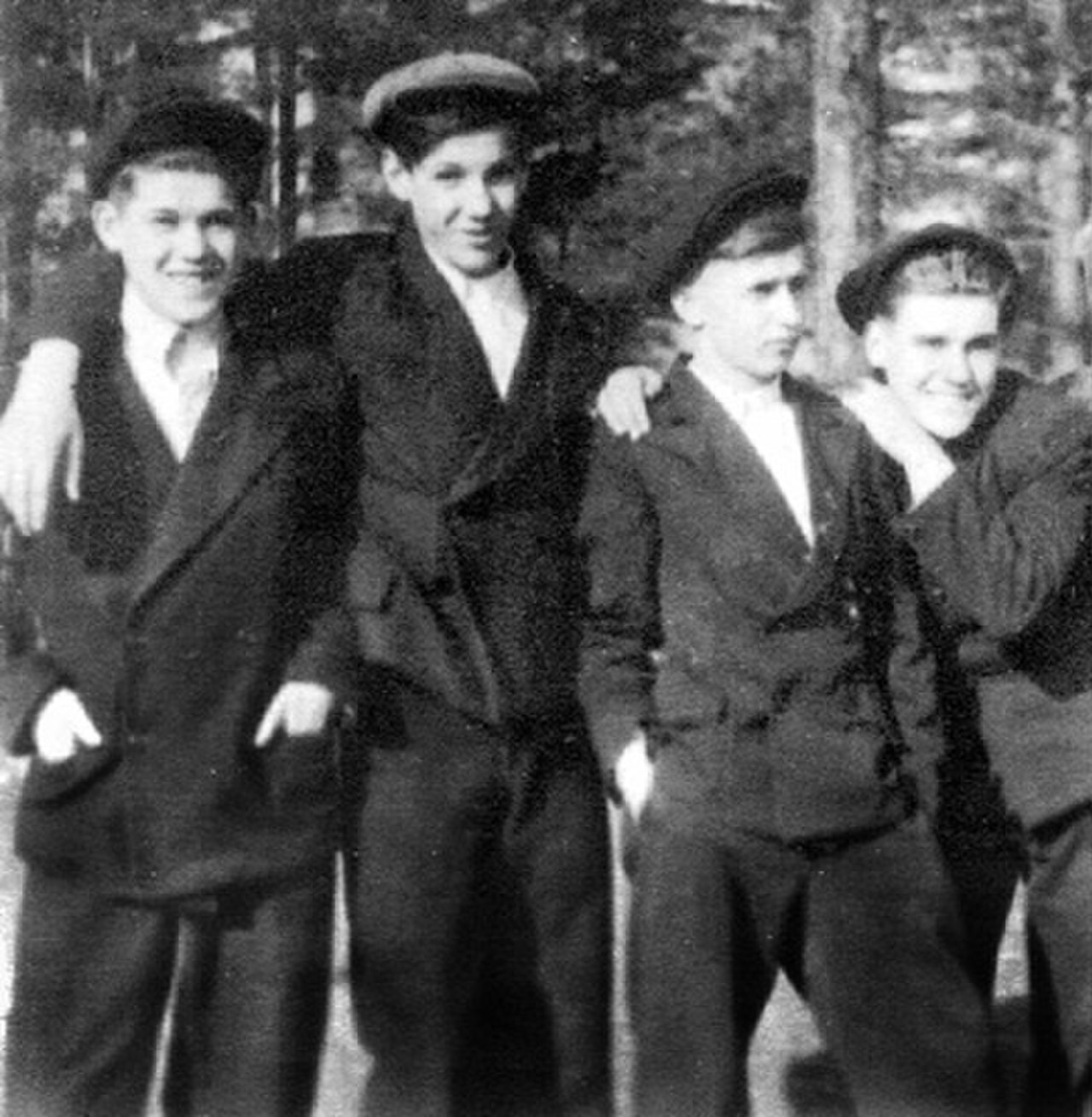
Школьник Борис Ельцин (второй слева) с друзьями

На левой руке у Ельцина не хватало двух пальцев и фаланги третьего. По его утверждению, он потерял их в результате взрыва гранаты, когда изучал её с помощью ударов молотка. Из-за отсутствия пальцев он не служил в армии.
В 1949 году поступил на строительный факультет Уральского политехнического института имени С. М. Кирова. В жизни студента Ельцина спорт занимал очень большое место, укрепляя его лидерские качества. В 1952 году он был тренером женской волейбольной команды Молотовской области, участвовавшей в зональных соревнованиях на первенство РСФСР (команда заняла 6-е место). В 1954 года его зачислили в городскую сборную команду «Буревестник», которая выступала в классе «А» чемпионата СССР по волейболу. В 1952 году был в академическом отпуске по болезни. В 1955 году окончил университет с квалификацией инженера-строителя по специальности «Промышленное и гражданское строительство». В зачётной ведомости у него 7 зачётов, 21 отличная и 11 хороших оценок. Дипломная работа «Проект воздушно-канатной дороги породного отвала угольной шахты и проект организации работ по её сооружению» была написана за месяц вместо положенных трёх из-за участия в первенстве страны по волейболу. В институте у Ельцина завязались отношения с однокурсницей Наиной Иосифовной Гириной, которая в 1956 году стала его женой.

## Профессиональная и партийная деятельность

### Строитель
С сентября 1955 года Борис Ельцин работал мастером ВИЗстроя Северского стройуправления. Через год этот участок был передан в Нижне-Исетское строительное управление треста «Уралтяжтрубстрой». Сам Ельцин вспоминал, что за первый год работы он освоил целый ряд строительных специальностей. В 1957 году назначен прорабом, в 1958 году — старшим прорабом, в 1960 году — главным инженером строительного управления треста «Южгорстрой», в 1961 году — начальником стройуправления. В марте 1961 года бюро райкома КПСС приняло его из кандидатов в члены партии. В 1963 году он был назначен главным инженером, а в 1965 году — директором Свердловского домостроительного комбината.
В 1963 году на XXIV конференции партийной организации Кировского района города Свердловска единогласно избран делегатом на городскую конференцию КПСС. На XXV районной конференции избран членом Кировского райкома КПСС и делегатом на Свердловскую областную конференцию КПСС.

### В Свердловском обкоме КПСС

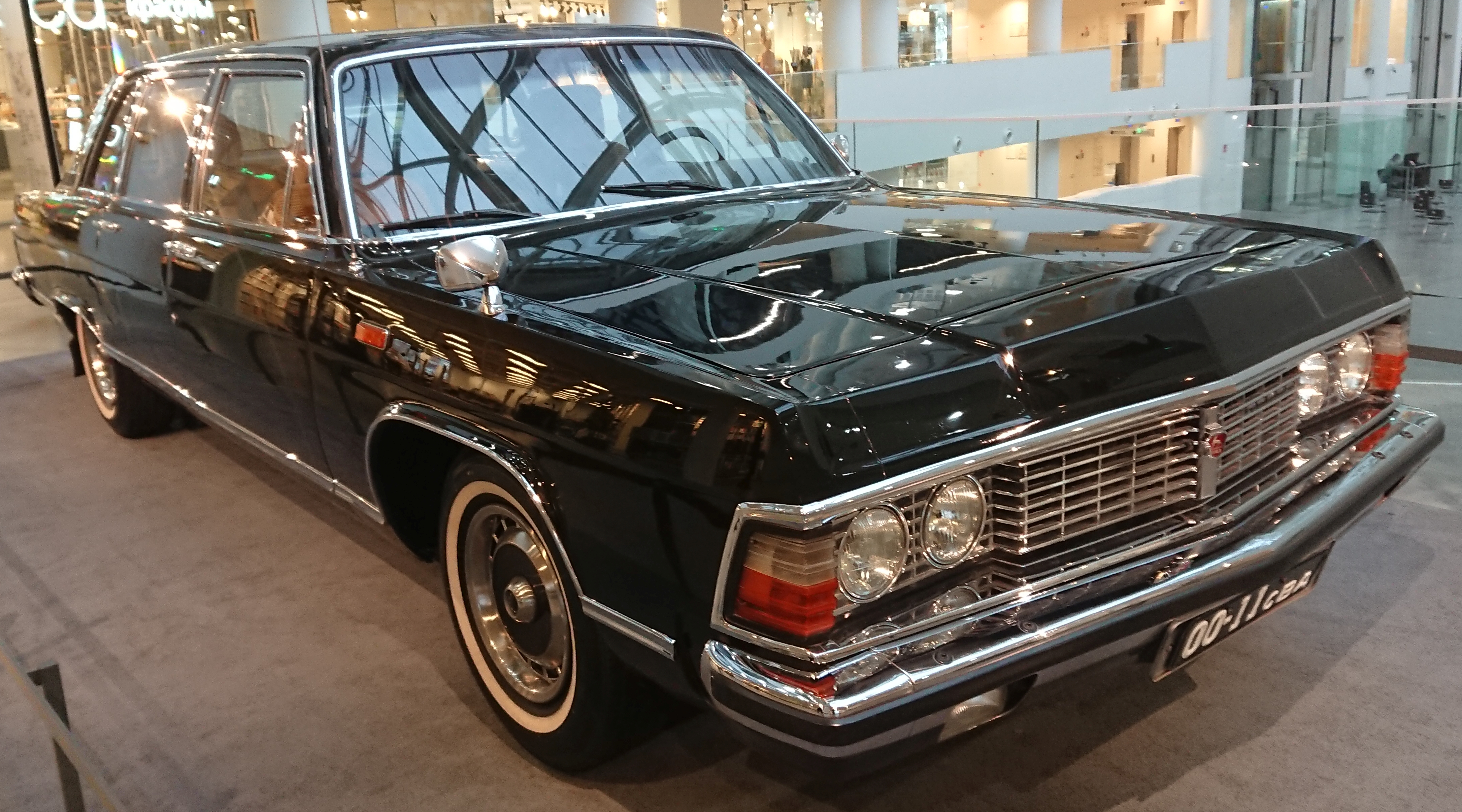
Служебная «Чайка» первого секретаря Свердловского обкома КПСС Б. Н. Ельцина

В 1968 году переведён на партийную работу в Свердловский обком КПСС, где возглавил отдел строительства. В 1975 году избран секретарём Свердловского обкома КПСС, ответственным за промышленное развитие области. Его предшественник на посту секретаря Свердловского обкома КПСС Я. П. Рябов вспоминал, что знавшие Ельцина люди высказывались о нём как о властолюбивом, но очень исполнительном человеке. По его словам, на партийной работе Ельцин вёл себя грубо и резко даже с секретарями обкома, а людей, высказывавшихся о его недостатках, он вычислял и не давал им хода.
В 1976 году по рекомендации Политбюро ЦК КПСС избран первым секретарём Свердловского обкома КПСС (фактически руководителем Свердловской области), занимал эту должность до 1985 года. По распоряжению Ельцина в Свердловске было построено двадцатитрёхэтажное, самое высокое в городе здание обкома КПСС. Во второй половине 1970-х годов организовал строительство автодороги Р352, соединяющей Свердловск с севером области, а также переселение жителей из бараков в новые дома. Организовал исполнение решения Политбюро о сносе дома Ипатьевых (место расстрела царской семьи в 1918 году), которое не было выполнено его предшественником Я. П. Рябовым, добился принятия решения Политбюро о строительстве метрополитена в Свердловске. Заметно улучшил снабжение Свердловской области продуктами питания, интенсифицировал строительство птицефабрик и ферм. Во время руководства Ельцина областью были упразднены талоны на молоко. В 1980 году активно поддержал инициативу по созданию МЖК и строительство экспериментальных посёлков в сёлах Балтым и Патруши. Предметом гордости стал Балтымский культурно-спортивный комплекс, здание которого было признано как «не имеющее аналогов в практике строительства».
В 1981 году на XXVI съезде КПСС избран членом ЦК КПСС и входил в него до выхода из партии в 1990 году.
Находясь на партийной работе в Свердловске, получил воинское звание полковника запаса.
В 1979—1989 годах Ельцин был депутатом Совета Союза Верховного Совета СССР от Серовского избирательного округа Свердловской области, в 1984—1988 годах — членом Президиума ВС СССР.

### В ЦК КПСС

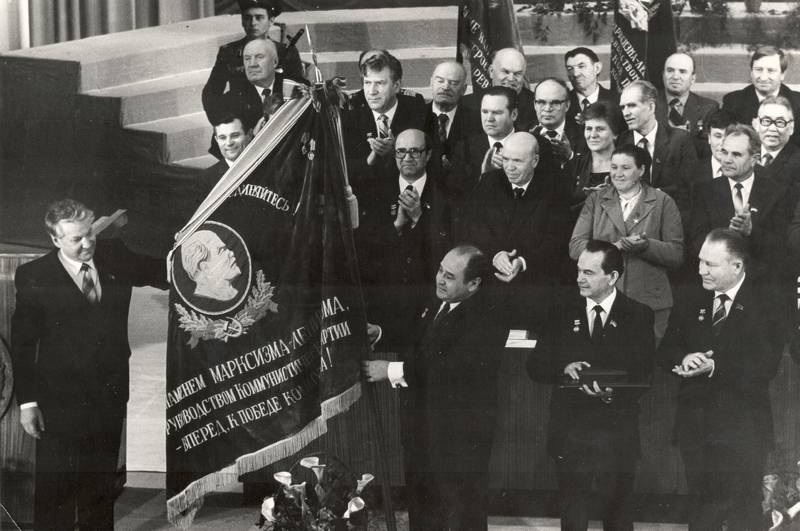
Секретарь ЦК КПСС Б. Н. Ельцин прикрепил орден Ленина к знамени Мордовской АССР. 1985

В 1985 году после избрания М. С. Горбачёва генеральным секретарём ЦК КПСС переведён на работу в Москву (по рекомендации Е. К. Лигачёва), в апреле возглавил отдел строительства ЦК КПСС, а 1 июля 1985 года избран секретарём ЦК КПСС по вопросам строительства.

### В Московском горкоме КПСС
В декабре 1985 года был рекомендован Политбюро ЦК КПСС на должность первого секретаря Московского городского комитета КПСС. Заступив на эту должность, начал кадровую чистку партийного и советского аппарата столицы, освободив от занимаемых должностей многих руководящих работников МГК КПСС и первых секретарей райкомов. Получил известность благодаря личным проверкам магазинов и складов, использованию общественного транспорта. Организовал в Москве продовольственные ярмарки. При Ельцине приступили к разработке нового Генерального плана развития Москвы, ввели запрет на снос исторических зданий, стали отмечать День города.
На XXVII съезде КПСС в феврале 1986 года избран кандидатом в члены Политбюро ЦК КПСС. 21 октября 1987 года в своём выступлении на Пленуме ЦК КПСС раскритиковал работу Секретариата ЦК под руководством Егора Лигачёва, медленный темп перестройки и предупредил о возникновении «культа личности» Михаила Горбачёва, после чего попросил освободить его от обязанностей кандидата в члены Политбюро и первого секретаря МГК КПСС. Обсуждение пятиминутного выступления Ельцина затянулось на три с половиной часа. После бурной дискуссии Ельцин вторично взял слово:

Кроме некоторых выражений, в целом я с оценкой согласен. То, что я подвёл Центральный комитет и Московскую городскую организацию, выступив сегодня, — это ошибка.
Наиболее ретивые участники пленума посылали в президиум записки с требованием немедленной расправы. Например, председатель Совета министров Казахской ССР Нурсултан Назарбаев предложил немедленно исключить Ельцина «из состава ЦК КПСС» за «клевету на Политбюро и Секретариат ЦК КПСС». Однако Горбачёв призывал собравшихся «не решать сгоряча этот вопрос». В итоге пленум принял постановление, в котором выступление Ельцина признавалось «политически ошибочным», а соответствующим партийным органам поручалось рассмотреть его заявление об отставке.
3 ноября Ельцин направил Горбачёву письмо с просьбой оставить его в должности первого секретаря Московского горкома. 9 ноября с сердечным приступом попал в больницу, по некоторым свидетельствам (например, М. С. Горбачёва, Н. И. Рыжкова и В. И. Воротникова), после попытки покончить жизнь самоубийством (или симулировать попытку самоубийства).
11 ноября 1987 года на пленуме МГК обвинения в адрес Ельцина были более агрессивными, чем на Пленуме ЦК. Несмотря на покаянную речь, он был освобождён от должности первого секретаря МГК КПСС. В результате опальный кандидат в члены Политбюро тут же приобрел ореол мученика и всесоюзную популярность. Тогда мало кто знал, что Горбачёв не только старался предотвратить отстранение Ельцина, но и после случившегося распорядился создать специально для него должности министра без портфеля и первого заместителя председателя Госстроя СССР. Ельцин заступил на них 14 января 1988 года, а 18 февраля Пленум ЦК КПСС принял его отставку с поста кандидата в члены Политбюро, оставив его членом ЦК КПСС.
Летом 1988 года избран делегатом XIX Всесоюзной партконференции от карельской республиканской парторганизации. 1 июля выступил на партконференции и вновь предложил вывести Лигачёва из Политбюро, критиковал привилегии партийной элиты, утверждал, что в «застое» нельзя винить одного только Брежнева, а виновато всё Политбюро «как коллективный орган». В заключение просил отменить решение октябрьского Пленума ЦК КПСС, признавшего тогда ошибочным его выступление.

### Народный депутат

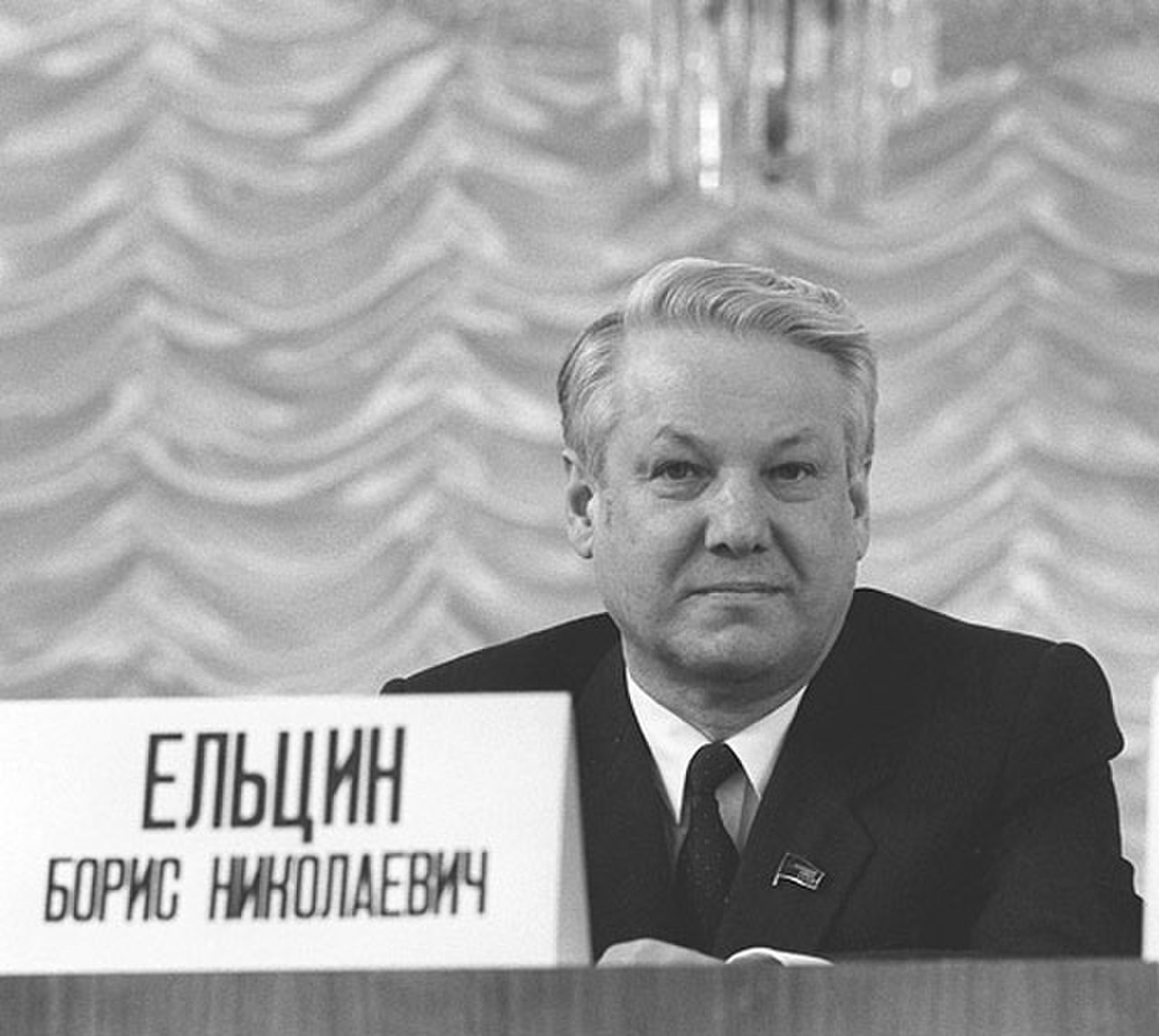
Выступление Б. Н. Ельцина в Колонном зале Дома Союзов с предвыборной платформой кандидата в народные депутаты СССР. 21 февраля 1989

26 марта 1989 года Ельцин был избран народным депутатом СССР по национально-территориальному округу № 1 (город Москва), получив 91,53 % голосов москвичей при явке почти 90 %. Ему противостоял генеральный директор ЗИЛ Евгений Браков. В связи с избранием Ельцин был освобождён от обязанностей министра СССР (при этом сохранил должность первого заместителя Председателя Государственного строительного комитета СССР). Во время выборов на съезде Ельцин не прошёл в Верховный Совет, но депутат А. И. Казанник отказался от своего мандата в его пользу (в октябре 1993 года Ельцин назначил его Генеральным прокурором Российской Федерации).
С июня 1989 по 26 декабря 1990 года Борис Ельцин был членом Совета Национальностей Верховного Совета СССР, председателем комитета ВС СССР по строительству и архитектуре и членом Президиума ВС СССР, одним из руководителей Межрегиональной депутатской группы.
В 1989 году Ельцин стал героем нескольких скандальных историй. В сентябре он посетил США и, согласно публикации итальянской газеты La Repubblica, читал лекцию в Университете Джонса Хопкинса в пьяном виде. Перепечатка статьи Витторио Дзуккони в «Правде» была воспринята на родине как провокация партийного руководства против «инакомыслящего» Ельцина и привела к массовым протестам и отставке главного редактора газеты Виктора Афанасьева. Сам Ельцин объяснял своё поведение дозой снотворного, которую он принял под утро, мучаясь бессонницей. Ещё больше всех удивила загадочная история его падения с моста, случившаяся 28 сентября в Подмосковье. Как рассказывал сам Ельцин, когда он шёл к другу на дачу, на него напали неизвестные, надели мешок на голову и сбросили с моста в Москву-реку. Однако он умел хорошо плавать и самостоятельно добрался до берега.
4 марта 1990 года Ельцин был избран народным депутатом РСФСР от Свердловска. 29 апреля 1990 года во время поездки в Испанию на конференцию «Европа без границ и новый гуманизм» он попал в авиационную аварию, получив травму позвоночника. 19 мая во время работы первого Съезда народных депутатов РСФСР, на котором предстояло избрать председателя Верховного Совета, в ленинградской газете «Смена» появилась статья о том, что авария была организована КГБ СССР. Высказывалось мнение, что многочисленные слухи, возникшие в связи с этой аварией, повлияли на исход выборов в пользу Ельцина.

## Председатель Верховного Совета РСФСР
В мае 1990 года народные депутаты РСФСР должны были избрать председателя Верховного Совета РСФСР — на тот момент высшее должностное лицо России. Для победы необходимо было набрать не менее 531 голоса депутатов. Избирательный блок «Демократическая Россия» выдвинул кандидатуру Бориса Ельцина. В первых двух турах главным провластным оппонентом Ельцина на выборах был Иван Полозков. По его словам, он опережал Ельцина на 13—15 голосов, однако на заседании Политбюро ЦК КПСС ему приказали снять свою кандидатуру. Вместо него «кандидатом Кремля» был выдвинут А. В. Власов, который 29 мая проиграл в третьем туре, набрав 467 голосов против 535 у Ельцина.

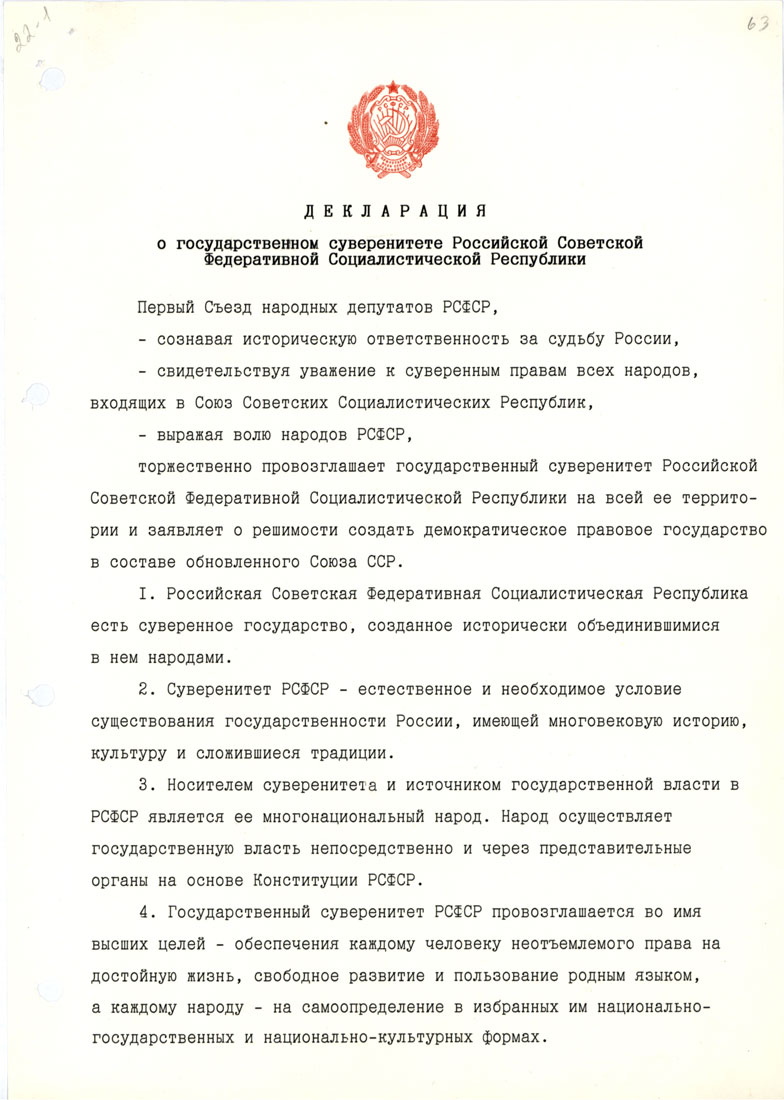
Оригинал первой страницы Декларации о государственном суверенитете РСФСР

Под руководством Ельцина Верховный Совет принял ряд законов, повлиявших на дальнейшее развитие страны, в том числе Закон о собственности в РСФСР. 12 июня 1990 года Съезд народных депутатов РСФСР принял Декларацию о государственном суверенитете РСФСР, предусматривавшую верховенство российского законодательства по отношению к союзному. Это резко увеличило политический вес председателя Верховного Совета РСФСР, игравшего ранее второстепенную, зависимую роль. День 12 июня в 1991 году стал, согласно постановлению Верховного Совета РФ, государственным праздником Российской Федерации. Через месяц на XXVIII съезде КПСС Ельцин выступил с критикой партии и её руководителя Михаила Горбачёва, объявив о своём выходе из КПСС.

Ряд СМИ приписывают Борису Ельцину фразу «берите столько суверенитета, сколько сможете проглотить», которую он якобы произнёс во время визита в Уфу в августе 1990 года. В оригинале фраза звучала иначе: «мы говорим Верховному Совету, правительству Башкирии: вы возьмите ту долю власти, которую сами можете проглотить».

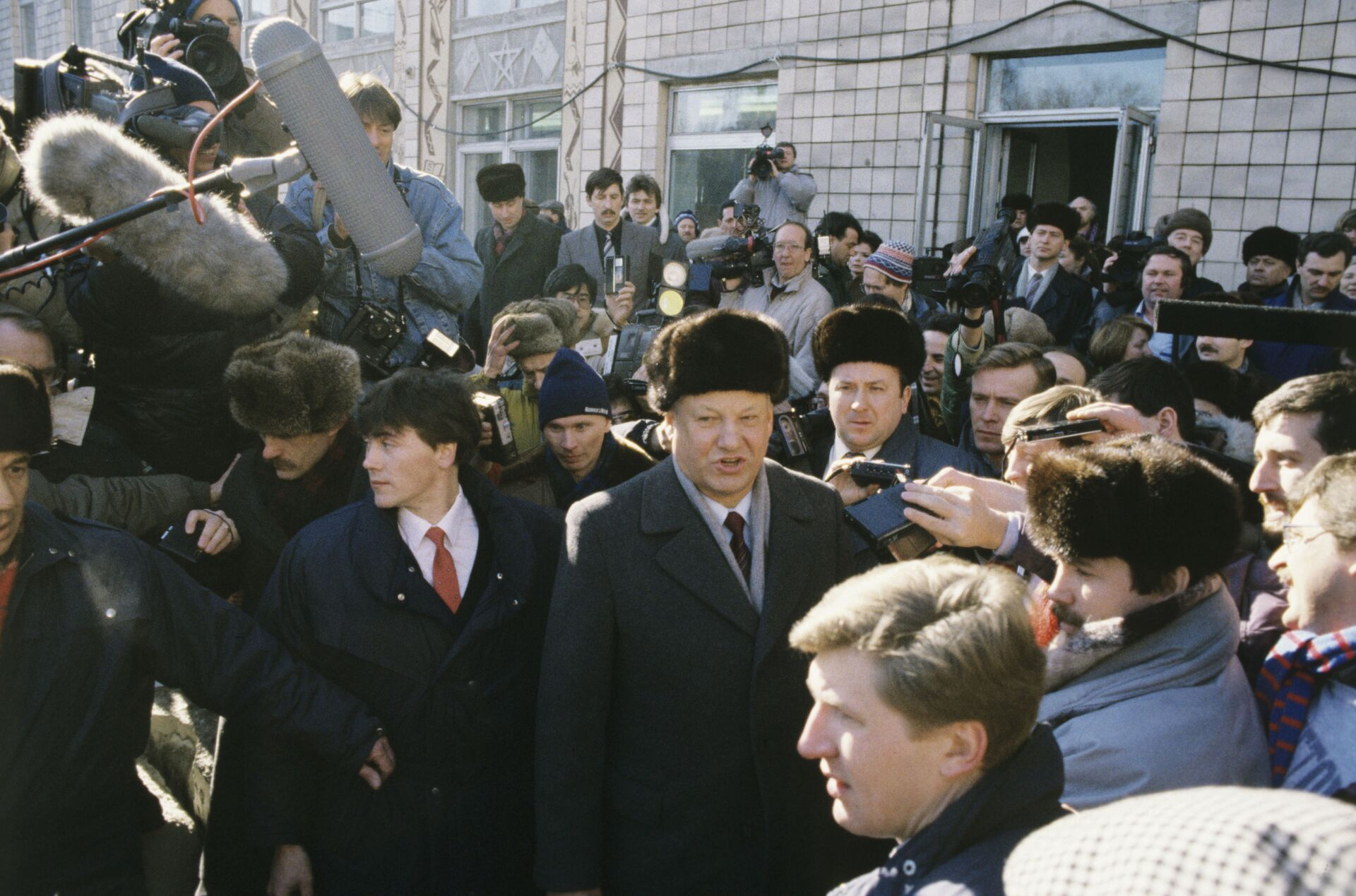
Председатель ВС РСФСР Борис Ельцин (в центре) возле участка для голосования во время Всесоюзного референдума о сохранении СССР. Москва, 17 марта 1991

7 февраля 1991 года Верховный совет РСФСР постановил провести на всей территории России всесоюзный референдум о сохранении СССР и референдум РСФСР, на котором население республики должно было решить вопрос о необходимости введения поста президента РСФСР. В феврале того же года Борис Ельцин в выступлении по телевидению после событий в Риге и Вильнюсе, в ходе которых руководство СССР прибегло к военной силе, подверг эти действия критике и впервые потребовал отставки Михаила Горбачёва и передачи власти Совету Федерации, состоявшему из руководителей союзных республик.
17 марта на Всесоюзном референдуме сохранение и обновление СССР поддержали 71,34 % российских избирателей. В тот же день на всероссийском референдуме 69,85 % российских избирателей высказались за введение в России должности президента. Весной — летом 1991 года рабочая группа (с участием РСФСР) в рамках так называемого новоогарёвского процесса разработала проект по заключению нового союза как мягкой, децентрализованной федерации.
5 апреля 1991 года Съезд народных депутатов России назначил выборы президента РСФСР на 12 июня 1991 года. 24 апреля того же года Верховный совет РСФСР, руководствуясь результатами референдума, принял законы «О Президенте РСФСР» и о выборах президента.

## Президент России (1991—1999)

### Первый президентский срок (1991—1996)

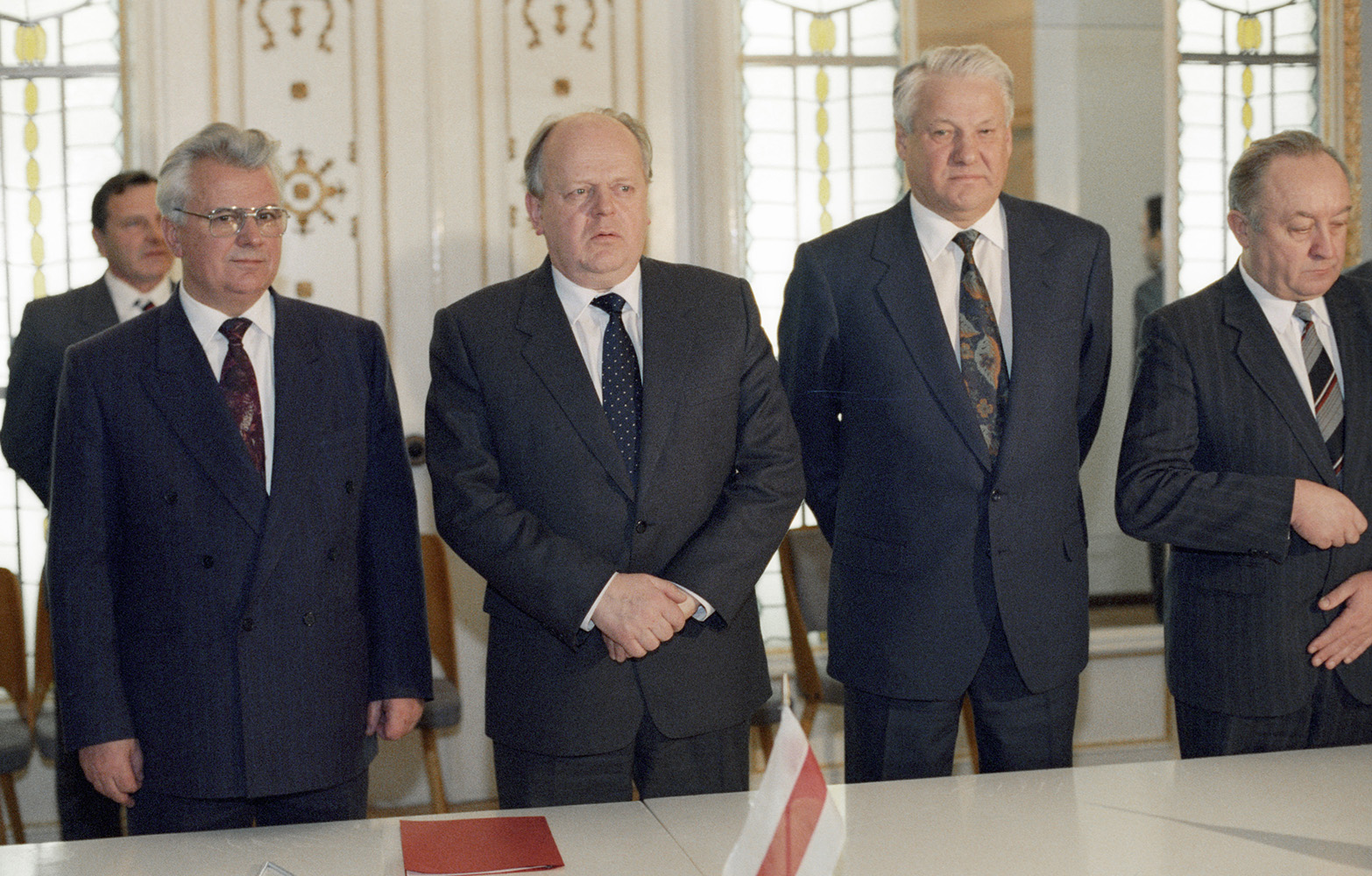
Президент РСФСР Борис Ельцин (второй справа) после подписания Беловежских соглашений. 8 декабря 1991

На выборах 12 июня 1991 года Борис Ельцин победил, набрав 57,30 % голосов избирателей. 10 июля 1991 года он вступил в должность, став первым всенародно избранным главой российского государства.
За избранием Ельцина на пост президента последовал августовский путч, когда группа высокопоставленных советских должностных лиц провозгласила создание ГКЧП, чтобы предотвратить намечавшееся на 20 августа 1991 года подписание Союзного договора, упразднявшего СССР и образовавшего Союз Суверенных Государств. Ельцин возглавил сопротивление ГКЧП во главе с вице-президентом СССР Г. И. Янаевым, объявившем себя исполняющим обязанности президента СССР. Попытка переворота завершилась 21 августа поражением ГКЧП и привела к комплексной дискредитации союзных органов власти, КПСС и президента СССР М. С. Горбачёва, находившегося во время событий августа 1991 года в Крыму.
28 октября 1991 года на V съезде народных депутатов РСФСР Борис Ельцин объявил о предстоящем проведении экономических реформ. 1 ноября 1991 года съезд предоставил ему чрезвычайные полномочия с прямым президентским правлением на один год и один месяц (до 1 декабря 1992 года). В результате Ельцин сам возглавил Правительство РСФСР, стал назначать глав субъектов федерации и издавать указы, имевшие силу законов в области экономической политики.
В декабре 1991 года Борис Ельцин подписал Беловежские соглашения, прекратившие существование Советского Союза.
В январе 1992 года была запущена либерализация цен, затем — приватизация бывших союзных государственных предприятий.

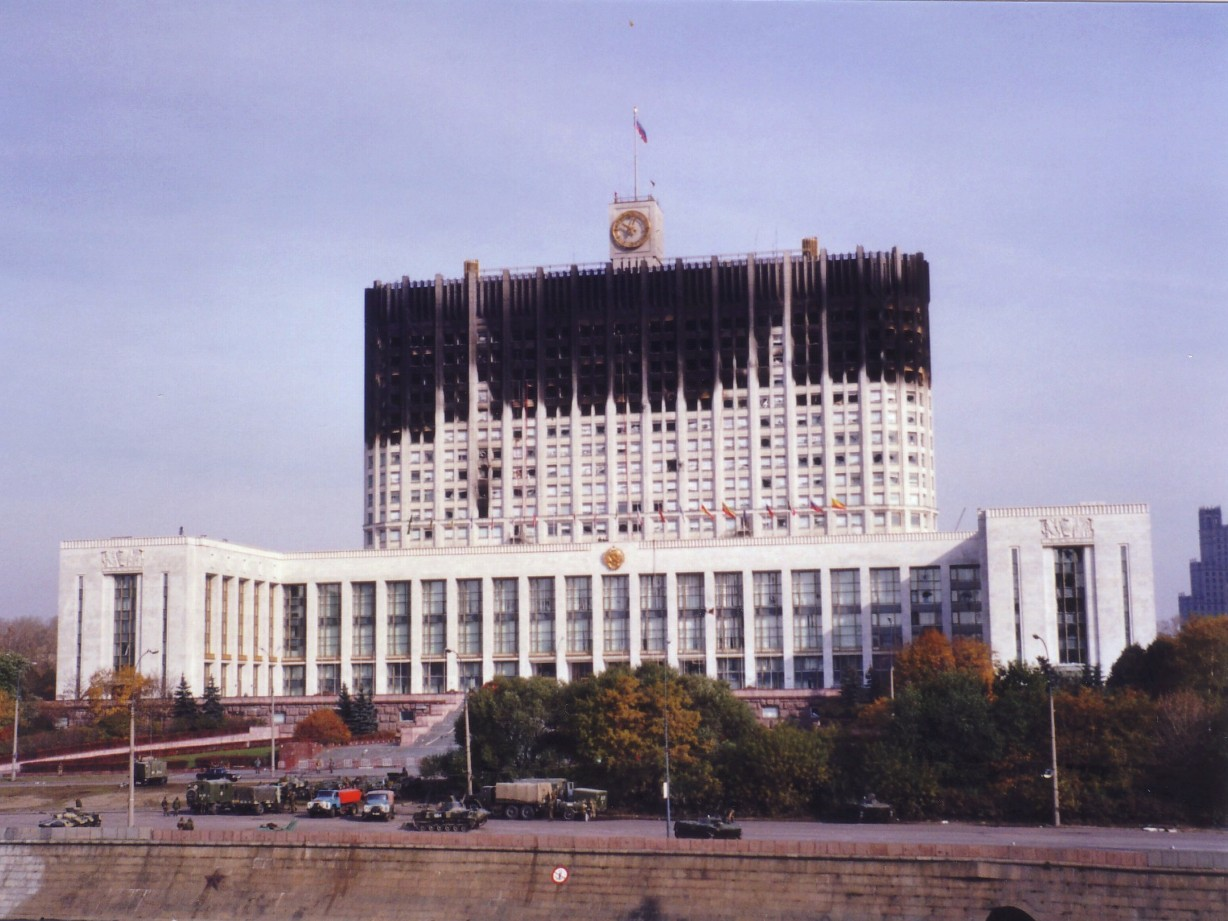
Обгоревший фасад Дома Советов. Москва, октябрь 1993

Различия в представлениях о путях социально-экономического развития и реформировании конституционного устройства России способствовал и развитию политического кризиса в стране (1992—1993), который характеризовался острым противостоянием президента и правительства, с одной стороны, и большинства членов Верховного совета и Съезда народных депутатов, с другой. 25 апреля 1993 года состоялся всероссийский референдум, по результатам которого большинство голосовавших выразили поддержку президенту Ельцину и его политике, но выступили за досрочные выборы народных депутатов. Чтобы назначить новые выборы в законодательные органы, требовалась поддержка более половины граждан, имевших право голоса, однако заполучить её не удалось. Осенью 1993 года Ельцин приказал неконституционно распустить оппозиционный парламент и съезд, в ответ съезд объявил Ельцину импичмент. Результатом этого кризиса стали вооружённые столкновения на улицах Москвы, в ходе которых погибло не менее 158 человек и 423 были ранены. После этого Ельцин также приостановил деятельность Конституционного суда России, который впоследствии был реорганизован и лишен ряда полномочий. В октябре Ельцин приказал провести всенародное голосование 12 декабря 1993 года, на котором была принята новая конституция России с сильной президентской властью и избран новый парламент — Федеральное собрание.

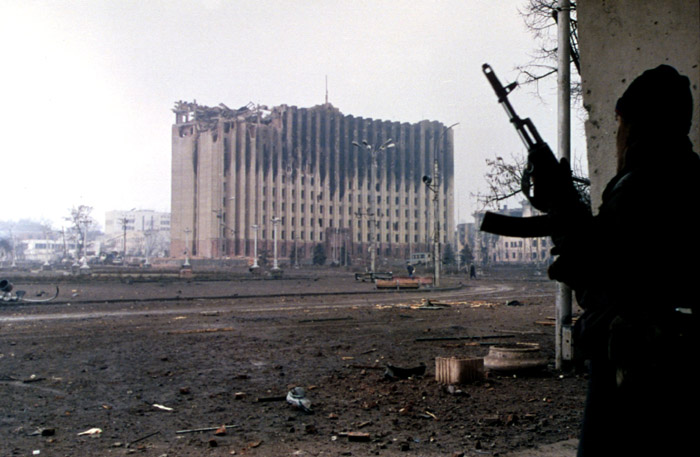
Разрушенный Президентский дворец в Грозном. Чечня, 1995

Одним из ключевых событий первого президентского срока Бориса Ельцина стала война в Чечне (1994—1996), несколько лет после распада СССР находившейся вне правового поля Российской Федерации. 11 декабря 1994 года Борис Ельцин приказал ввести на территорию Чечни федеральные войска. После тяжёлого для федеральных сил взятия Грозного в начале 1995 года федеральные войска предпринимали усилия по установке контроля над равнинной Чечнёй. Позже на фоне президентской кампании в России и в силу непопулярности чеченской кампании в обществе российское руководство начало работу по скорейшему прекращению военных действий, которые завершились подписанием в августе 1996 года Хасавюртовских соглашений. После этого Чечня получила фактическую независимость, а политическое урегулирование вопроса предписывалось завершить до 31 декабря 2001 года.

28 мая 1995 года произошло катастрофическое землетрясение в Нефтегорске на острове Сахалин, в результате которого погибли 2040 человек. Власти Японии предложили помощь в проведении спасательных работ, однако президент России Борис Ельцин отверг это предложение, заявив: «мы пока в силах справиться сами, а то потом могут сказать нам: отдавайте Курильские острова». В это время в Нефтегорске требовалась помощь высококвалифицированных специалистов в течение четырёх-пяти дней после катастрофы, пока ещё был шанс спасти людей. Эти действия спровоцировали в прессе критику в адрес президента с обвинениями в том, что он придал этой трагедии политическую ноту, совершил дипломатическую бестактность и попытался разыграть «великодержавную карту».

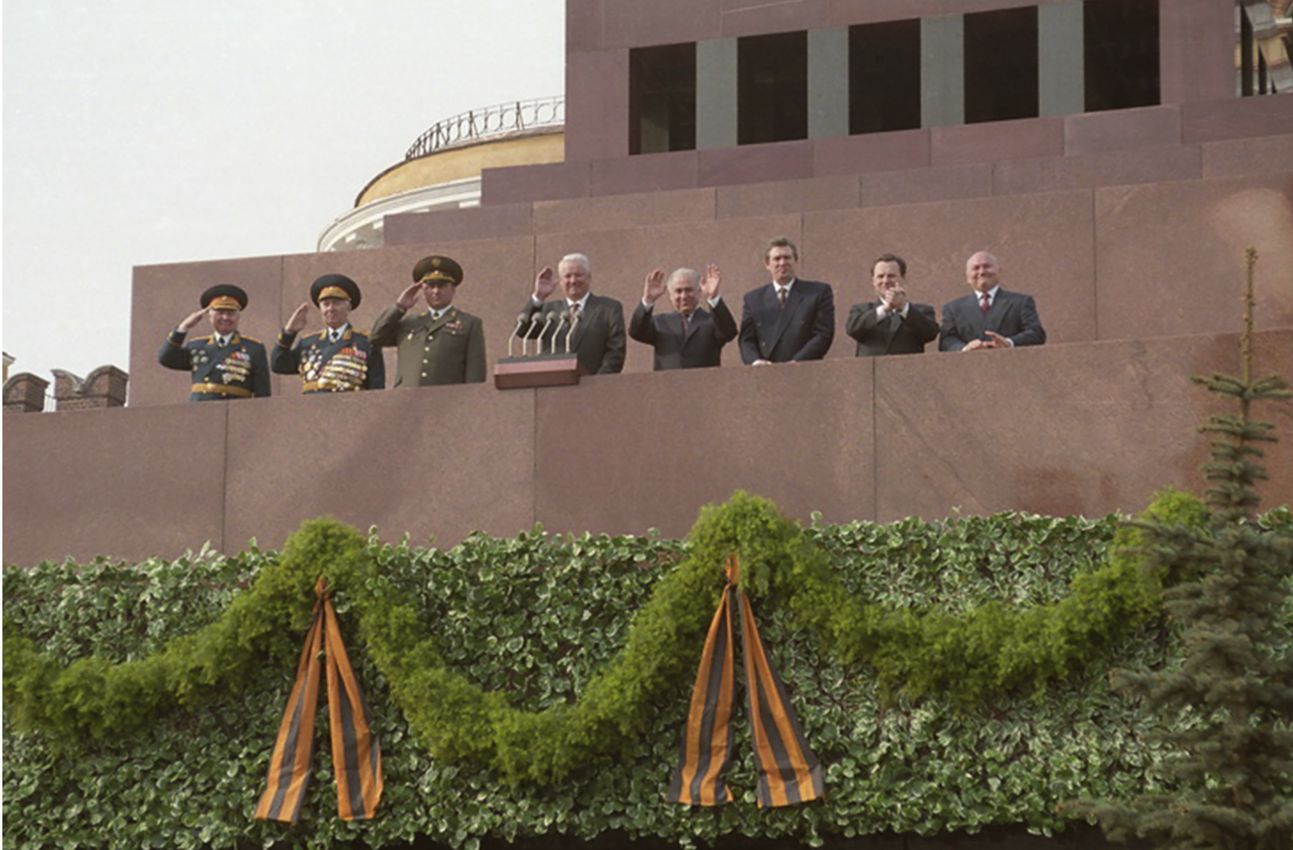
Борис Ельцин (в центре) на трибуне Мавзолея на праздновании 50-летия Победы. 9 мая 1995

В июне 1995 года отряд боевиков под руководством Шамиля Басаева захватил 1200 заложников в больнице в Будённовске. Зная о захвате заложников, Ельцин улетел на саммит Большой семёрки в Галифаксе. Там он заявил, что с бандитами «не может быть никаких переговоров» и сообщил о том, что до своей поездки отдал приказ о штурме больницы, который закончился неудачей и гибелью 30 человек, в основном заложников. Позднее депутаты КПРФ расценили эти действия как основание для импичмента и попытались инициировать голосование за отрешение Ельцина от должности президента.
В течение 1995 года Борис Ельцин подписал четыре указа, предусматривавших проведение залоговых аукционов. В результате этих аукционов ряд коммерческих банков получили в собственность государственные пакеты акций крупных стратегических промышленных компаний, таких, например, как «ЮКОС», «Норильский никель», «Сибнефть». Залоговые аукционы были проведены с целью обмена активов на политическую поддержку олигархами Ельцина на выборах 1996 года, что во многом дискредитировало идею рыночных реформ и приватизации в России.
17 декабря 1995 года состоялись выборы в Государственную думу II созыва, по итогам которых первое место заняла КПРФ. 15 февраля 1996 года Ельцин публично объявил о том, что будет принимать участие в очередных выборах президента. До этого, 4 января 1996 года, он заявил главе администрации президента России С. А. Филатову, что должен баллотироваться на второй срок, чтобы не дать коммунистическим силам взять политический «реванш» на выборах президента.
В декабря 1995 года Ельцин подписал новый Семейный кодекс Российской Федерации.
16 мая 1996 года Ельцин подписал указ «О поэтапном сокращении применения смертной казни в связи с вхождением России в Совет Европы». Одновременно он ввёл негласный мораторий, перестав рассматривать ходатайства о помиловании, без чего по закону не может быть исполнен ни один смертный приговор. В последний раз казнь в России была совершена в августе 1996 года. В июне того же года Ельцин утвердил новый Уголовный кодекс Российской Федерации.
Весной 1996 года из-за чеченской войны, скандалов вокруг приватизации и упавшего уровня жизни населения рейтинг президента составлял всего около 5 %. Боясь проиграть предстоящие выборы, Ельцин распорядился подготовить указы, чтобы объявить о роспуске Думы, запрете Компартии России, переносе выборов. 17 марта силовики оцепили здание на Охотном ряду. Однако Анатолий Чубайс и дочь Ельцина Татьяна предупредили президента, что даже верные сторонники отвернутся от него, если он пойдет на новый госпереворот, и убедили его в том, что он сможет легитимно переизбраться на новый срок и не использовать силовой ресурс. С этой целью в предвыборной кампании Ельцина стали активно использоваться деньги олигархов, пропаганда на главных телеканалах, технологии манипуляции общественным мнением, подкуп журналистов и средства бюджета на предвыборные обещания. За первые шесть месяцев 1996 года внешний долг России вырос на 4 млрд долларов, а внутренний — на 16 млрд долларов, что все связывали с тратами средств на президентскую кампанию Ельцина.

### Второй президентский срок (1996—1999)

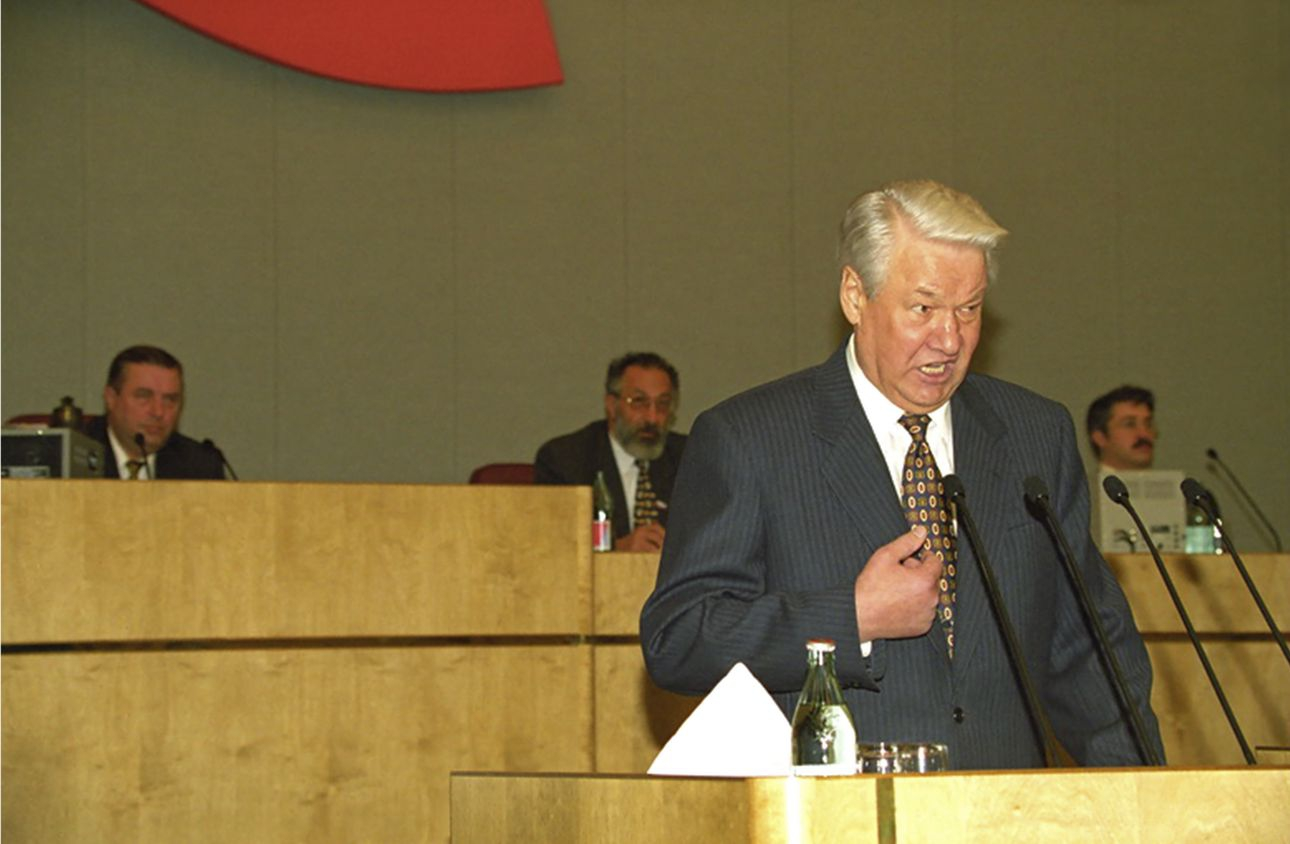
В Государственной Думе. Декабрь 1997

Летом 1996 года Борис Ельцин был избран президентом на второй срок. Президентские выборы прошли в два тура. Его основным соперником был Геннадий Зюганов. 26 июня 1996 года за несколько дней до второго тура у Ельцина случился пятый инфаркт. Он отменил все встречи и появился на публике только в день голосования в санатории в Барвихе, где специально для него был организован избирательный участок. Из-за тяжёлого состояния здоровья Ельцина церемония инаугурации была сокращена с 2 часов до 16 минут, а его речь длилась всего 45 секунд. В ноябре 1996 года Ельцин перенёс операцию коронарного шунтирования сердца, которую провёл хирург Ренат Акчурин, в связи с чем к полноценной работе президент смог вернуться только в начале 1997 года. Проблемы со здоровьем ослабили его влияние, а дочь Ельцина Татьяна Дьяченко стала играть все более важную роль советника и доверенного лица президента. Она и её жених, руководитель Администрации президента Валентин Юмашев, наладили схемы обогащения себя и близких к семье олигархов.

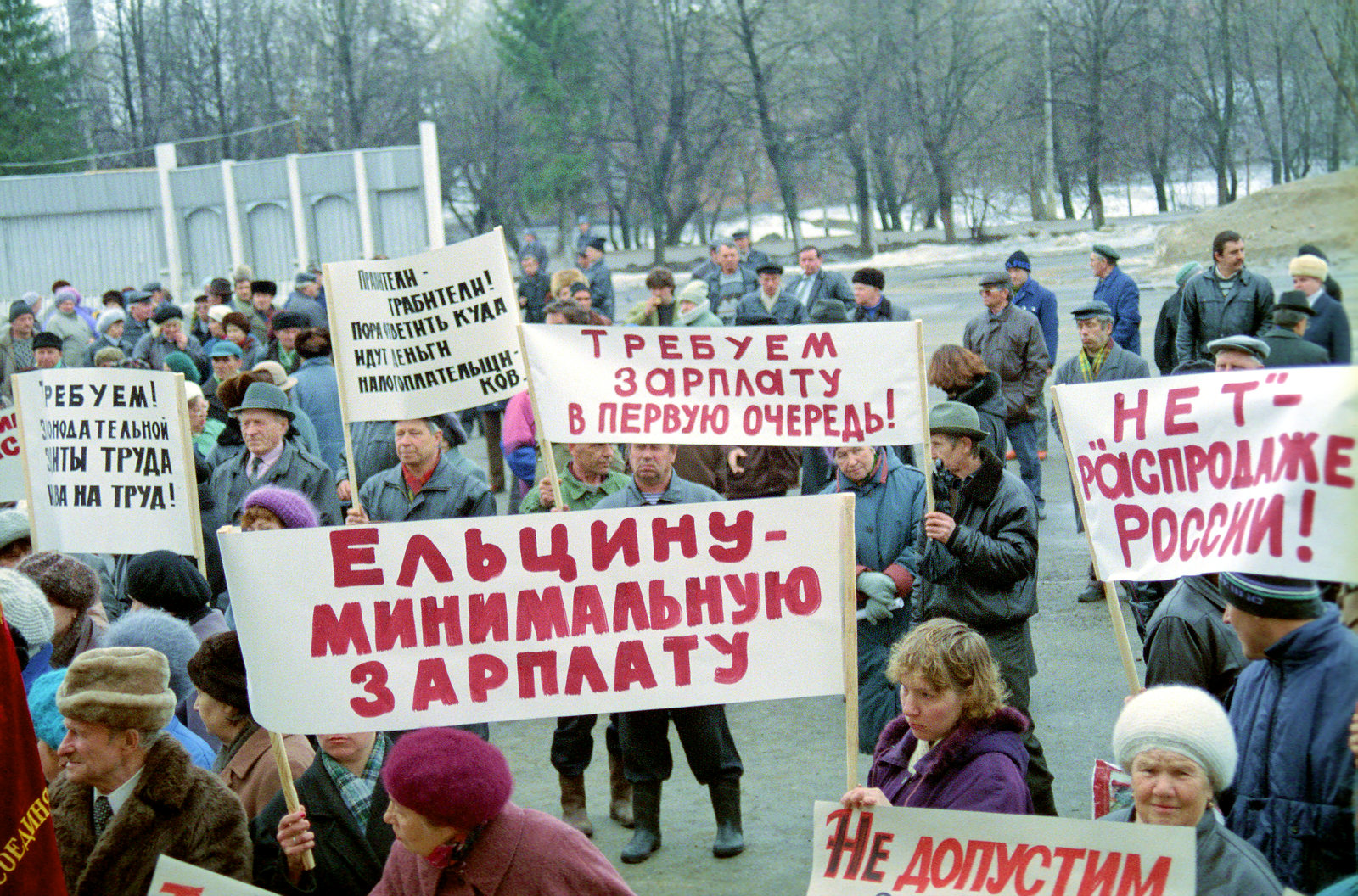
Социальные протесты в России на фоне экономического кризиса 1998 года

В течение своего второго срока Ельцин утвердил ряд важнейших законодательных актов России — Уголовно-исполнительный кодекс, Бюджетный кодекс и Налоговый кодекс (1-я часть).

С начала 1998 года из-за неудачной политики правительства в области государственных краткосрочных облигаций и растущего дефицита в бюджете Россия всё больше входила в тяжёлый экономический кризис, в стране происходили массовые забастовки из-за невыплат пенсий и зарплат. В мае 1998 года началось массовое блокирование железных дорог шахтёрами с требованиями выплат заработной платы и отставки президента и его правительства. 17 августа 1998 года правительство объявило дефолт по внешним и внутренним государственным обязательствам. Рубль обесценился в 4 раза, из-за чего разорились сотни банков и фирм, многие вкладчики потеряли свои сбережения, упал уровень жизни. Осенью 1998 года глава администрации президента Валентин Юмашев в связи с крайней степенью непопулярности в обществе и проблемами со здоровьем Ельцина объявил об «особом порядке работы президента», что, по мнению СМИ, означало добровольный отказ главы государства от активного участия в политическом процессе и породило множество слухов о его скорой отставке. В мае 1999 года фракция КПРФ и их союзники в Государственной думе попытались объявить импичмент президенту.

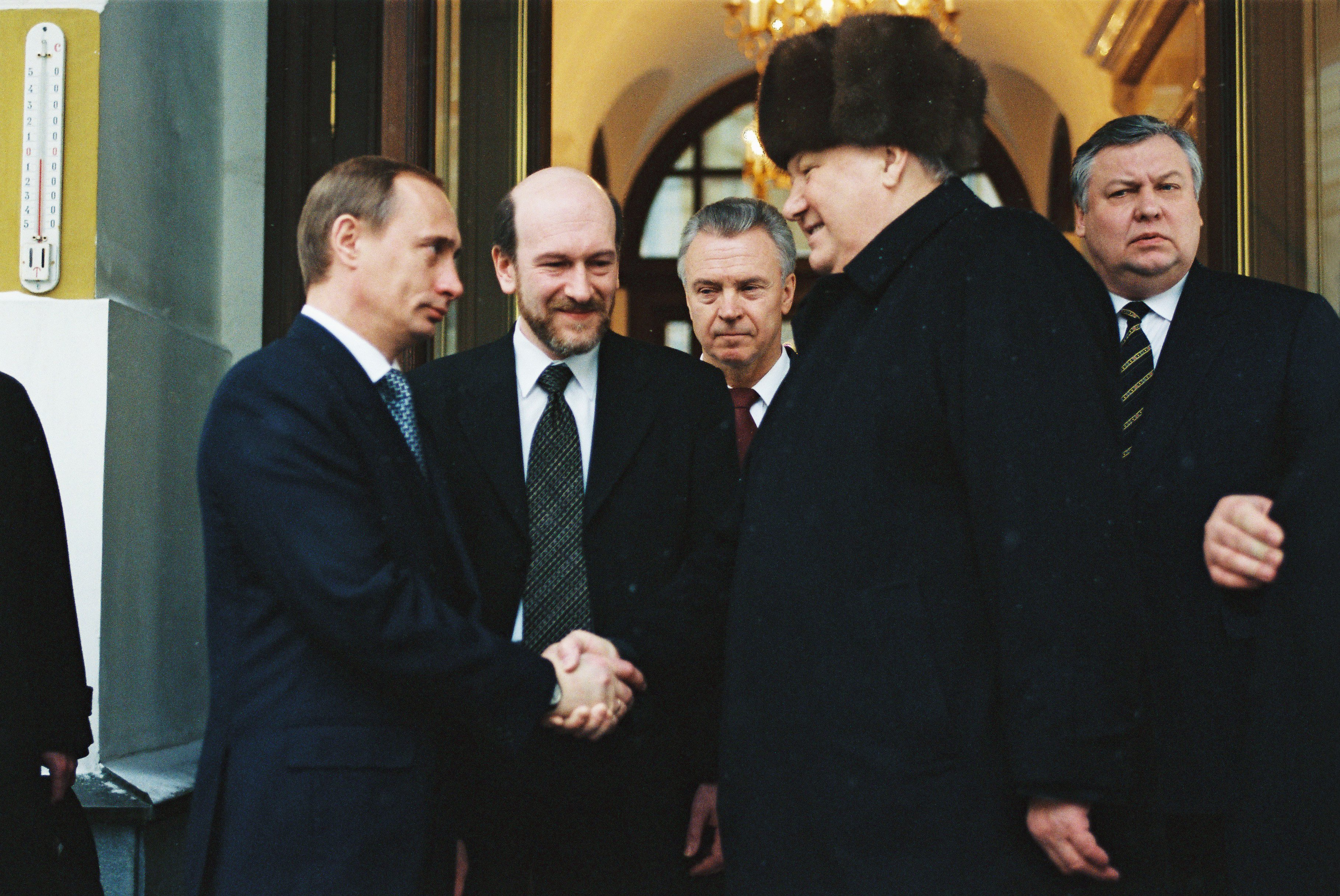
Борис Ельцин передаёт полномочия Президента России председателю Правительства России Владимиру Путину. 31 декабря 1999

В 1999 году разгорелся коррупционный скандал по «делу Mabetex» после получения от Генерального прокурора Швейцарии Карлы дель Понте сведений об отмывании средств российского бюджета и доходов от приватизации нефти через швейцарские банки управляющим делами президента Павлом Бородиным, также выяснилось, что фирмой Mabetex в Швейцарии были открыты счета на имена жены Ельцина и двух его дочерей. Генеральный прокурор России Юрий Скуратов, возбудивший дело, указом президента был отстранён от должности. Страх перед возмездием за коррупцию заставил окружение Ельцина искать нового лидера не на основе квалификации или избирательной легитимности, а скорее исходя из обещаний защиты и, возможно, надежды, что они смогут тайно управлять своим марионеточным ставленником. Ельцин и объединившиеся вокруг него дружественные олигархи — так называемая «семья» — начали активно подбирать компетентного, надёжного, лояльного и непьющего кандидата, не имевшего в прошлом связей с Ельциным. Для подбора преемника была проведена серия смен председателей правительства РФ. В 1999 году Ельцин и близкие к нему олигархи остановились на кандидатуре бывшего директора ФСБ Владимира Путина. 7 августа 1999 года произошло вторжение боевиков в Дагестан, из-за чего началась вторая чеченская война. Здоровье Ельцина продолжало ухудшаться: в октябре 1999 года он был госпитализирован с гриппом и лихорадкой, а в ноябре — с пневмонией, всего через несколько дней после лечения от бронхита. 31 декабря 1999 года в своём новогоднем обращении Борис Ельцин объявил о досрочном уходе в отставку и назначении на пост исполняющего обязанности президента премьер-министра Владимира Путина. Путин в тот же день подписал указ, гарантирующий Ельцину защиту от судебного преследования, а также значительные материальные льготы ему и его семье. В марте 2000 года он победил на досрочных президентских выборах.

## После отставки

### Публичные мероприятия

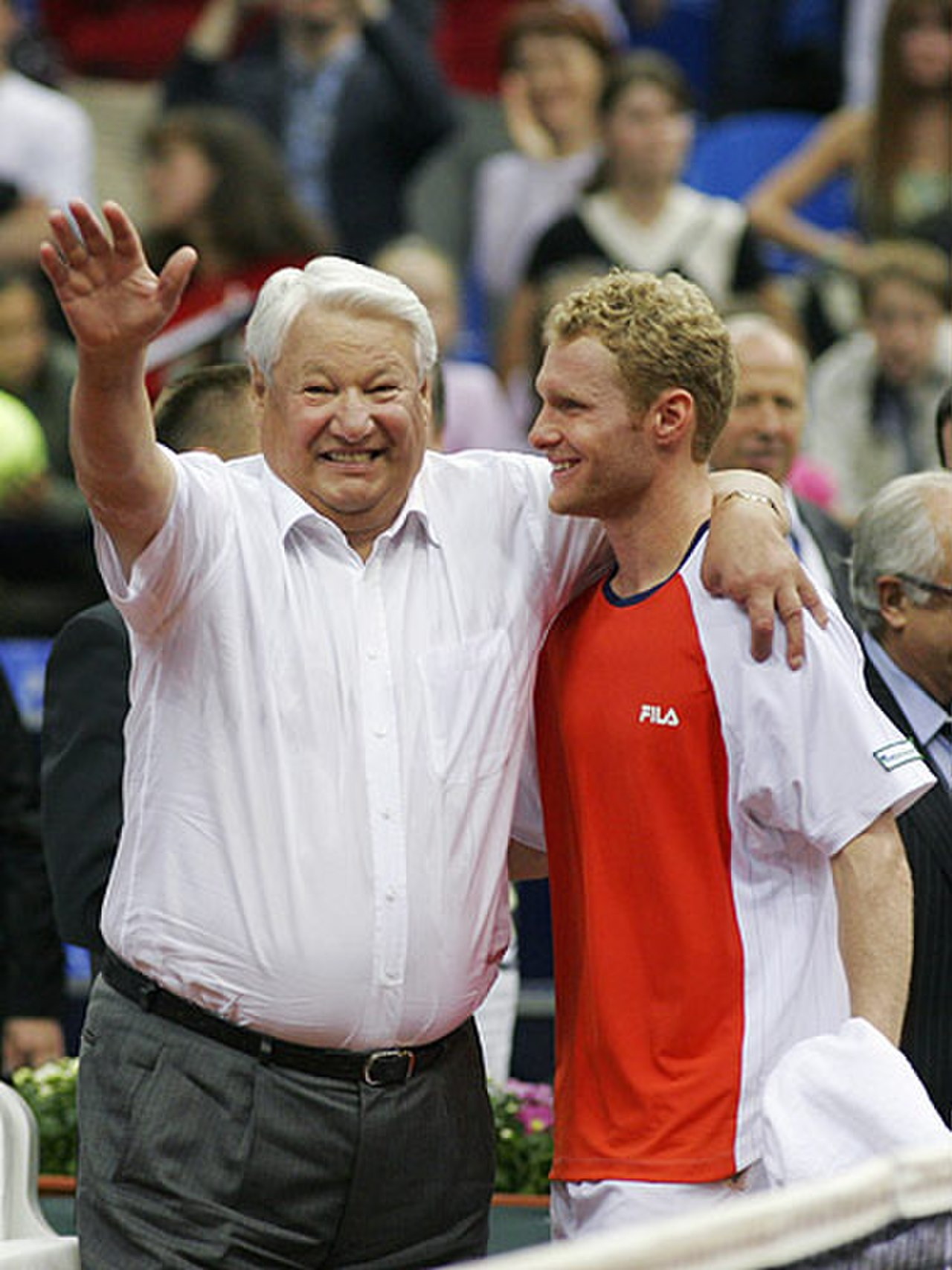
Борис Ельцин с теннисистом Дмитрием Турсуновым на соревнованиях чемпионата мира по теннису. 2006

6 января 2000 года, уже в отставке, Ельцин возглавил российскую делегацию во время визита в Вифлеем, запланированного ещё во время его правления. 5 апреля 2000 года глава Пенсионного фонда России Михаил Зурабов вручил ему выписанное 31 марта пенсионное удостоверение. 7 мая 2000 года Ельцин принял участие в
церемонии инаугурации своего преемника Владимира Путина на посту президента России.
В октябре 2000 года вышла его книга «Президентский марафон» о событиях с начала избирательной кампании 1996 года и до первых месяцев после отставки с должности президента. Спустя месяц он учредил Фонд первого президента России Б. Н. Ельцина. 12 июня 2001 года был награждён орденом «За заслуги перед Отечеством» I степени.
После ухода в отставку Ельцин несколько раз гостил на озере Иссык-Куль у своего друга — первого киргизского президента Аскара Акаева. В 2003 году он присутствовал при открытии памятника самому себе на территории одного из иссык-кульских пансионатов. Его именем названа также центральная вершина хребта Терскей Ала-Тоо (до переименования в 2002 году — Огуз-Баши Центральный). В сентябре 2004 года по инициативе Аскара Акаева имя Ельцина было присвоено Кыргызско-российскому славянскому университету в городе Бишкеке.

7—11 апреля 2005 года Борис Ельцин пребывал в Азербайджане. В ходе визита он встретился с президентом Ильхамом Алиевым и посетил могилу экс-президента Гейдара Алиева. 7 сентября того же года, находясь на отдыхе на Сардинии, сломал бедренную кость, после чего был доставлен в Москву и прооперирован. 17 сентября 2005 года выписан из больницы.

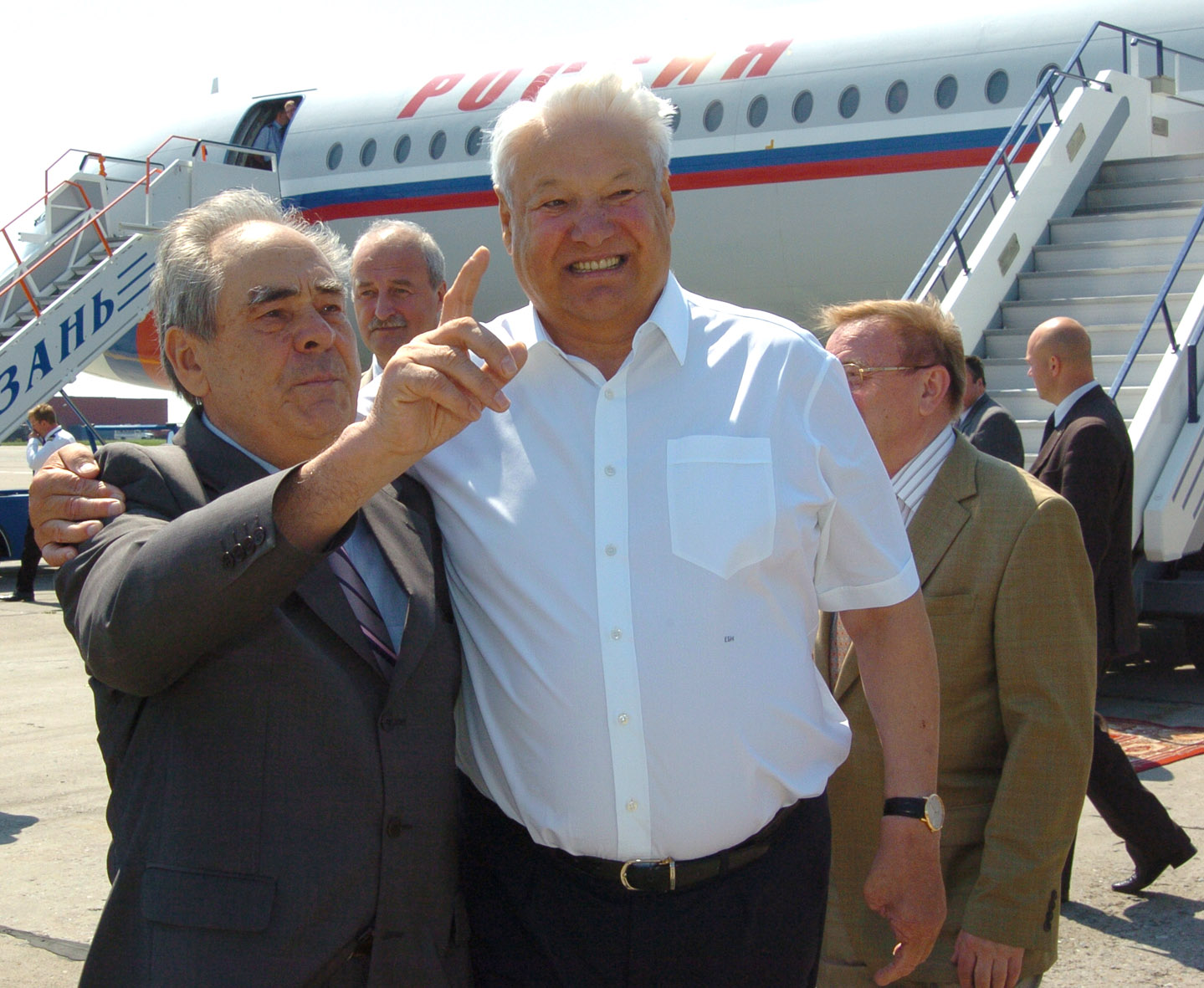
Борис Ельцин и Минтимер Шаймиев. Казань, 2006

1 февраля 2006 года отмечал 75-летие в Георгиевском зале Большого Кремлёвского дворца. В тот же день награждён церковным орденом святого благоверного великого князя Дмитрия Донского I степени (РПЦ). В мае того же года был гостем на праздновании в Кремле 70-летия Президентского полка. В июне 2006 года вместе с Наиной Ельциной посетил Казань, где президент Татарстана Минтимер Шаймиев вручил ему медаль «В память 1000-летия Казани».
22 августа 2006 года президент Латвии Вайра Вике-Фрейберга вручила Борису Ельцину орден Трёх звёзд I степени «за признание независимости Латвии в 1991 году, а также за вклад в вывод российских войск из стран Прибалтики и построение демократической России». 2 декабря 2006 года вместе с женой и внучкой Марией он появился на публике в спорткомплексе «Олимпийский» на финале Кубка Дэвиса, где Россия одержала победу над Аргентиной.
25 марта — 2 апреля 2007 года Ельцин ездил в Иорданию по святым местам. В Иордании он отдыхал на Мёртвом море, потом посетил Израиль — то место на реке Иордан, где, по преданию, был крещён Иисус Христос.

### Отношение к политике преемника

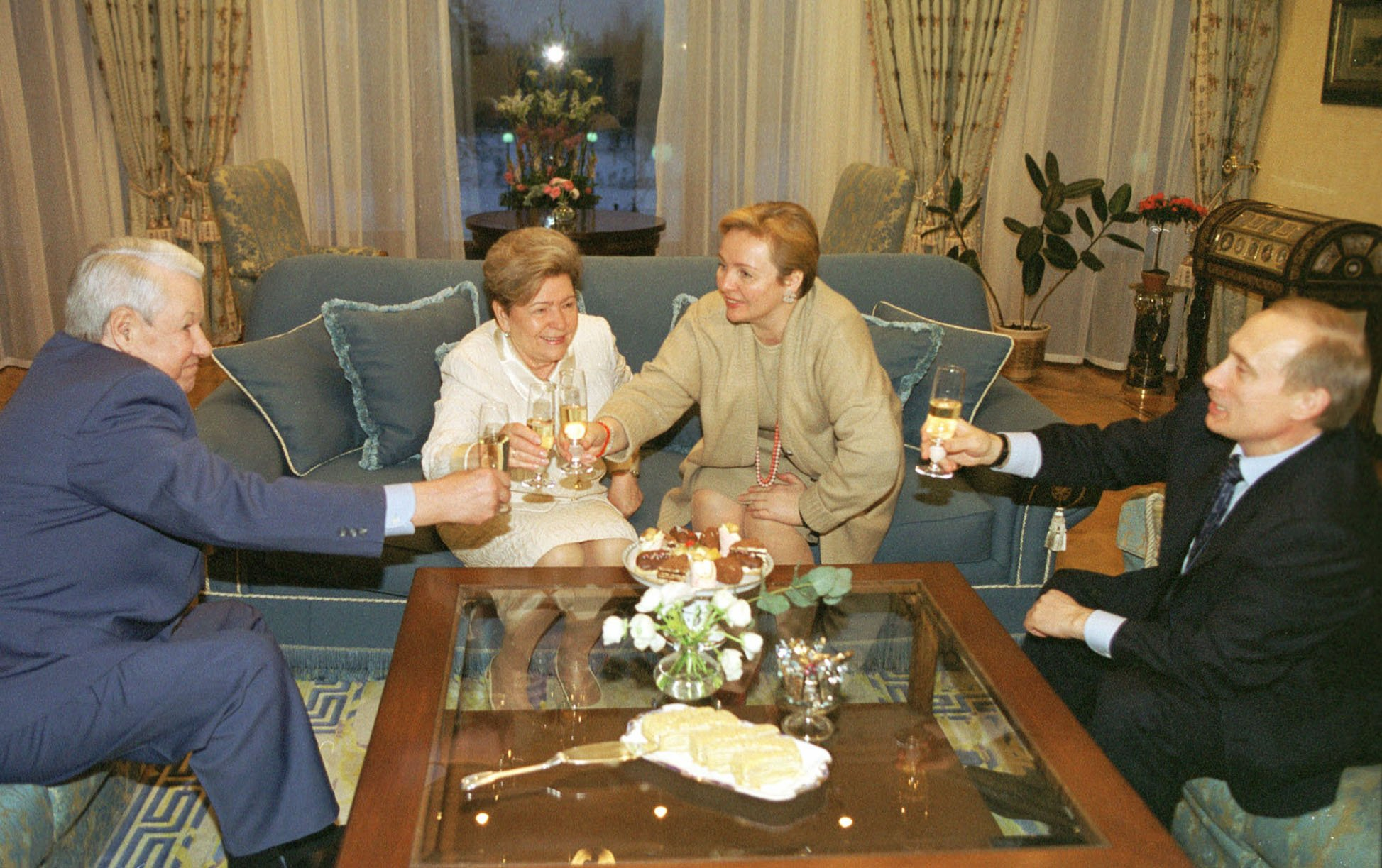
Борис и Наина Ельцины с президентом Владимиром Путиным и супругой Людмилой на праздновании дня рождения Ельцина. 2002

Согласно опубликованной в 2009 году книге бывшего председателя правительства Михаила Касьянова, сразу после отставки Ельцин живо интересовался происходящими в стране событиями, приглашал к себе на дачу министров правительства, расспрашивал, как идут дела; однако вскоре Путин «вежливо попросил» Касьянова устроить так, чтобы члены правительства перестали беспокоить Ельцина, ссылаясь на то, что врачи не рекомендуют такие встречи. По мнению Касьянова, по существу это был приказ «больше никому к Ельцину не ездить».
По словам Бориса Немцова, Ельцин был крайне раздражён тем, что при Путине стала сворачиваться свобода слова и уничтожаться институт выборов. Он не высказывался об этом публично, но при встрече с Немцовым говорил об этом неоднократно.
В августе 2020 года президент Республики Беларусь Александр Лукашенко в интервью украинским СМИ заявил, что Ельцин жалел о выборе Владимира Путина своим преемником.
По воспоминаниям вдовы Ельцина, на пенсии у него были очень хорошие отношения с Владимиром Путиным, во время встреч они обычно долго разговаривали, однако Ельцин никогда не рассказывал ей о содержании этих бесед.
На вопрос, связанный с возвращением при Путине советского гимна в видоизменённой версии, Ельцин с грустью ответил: «Красненько». Помимо этого, он дал интервью, в котором выразил своё категорическое несогласие с принятым решением, сказав «такими вещами не шутят».
В 2001 году в интервью программе «Зеркало» РТР Ельцин выступил в защиту ТВ-6, после того как туда перешла команда Евгения Киселёва из-за событий, связанных с НТВ. Он считал, что нельзя допустить развала телеканала, хотя у его журналистов «бывают завихрения, но местного характера». Несмотря на то что прессой «был нанесён большой урон» его семье, свобода слова является «одним из главных завоеваний демократической России и десятилетнего периода президентства». В том же интервью он заявил, что ему понравилось «общение Путина с народом». По его словам, «россияне хорошо откликнулись на эту прямую связь президента с людьми».
На фоне уголовного преследования Михаила Ходорковского Ельцин дал «Московским новостям» первое после отставки политическое интервью, в котором рассказал, что говорил Путину о необходимости оппозиционных мнений в обществе.
В 2004 году после событий в Беслане и последовавших предложений Путина по изменению избирательного законодательства Ельцин заявил, что «удушение свободы и ограничение демократических прав — это победа террористов». По его мнению, только демократическая страна сможет успешно противостоять терроризму и быть наравне со всем цивилизованным миром.

## Смерть и похороны

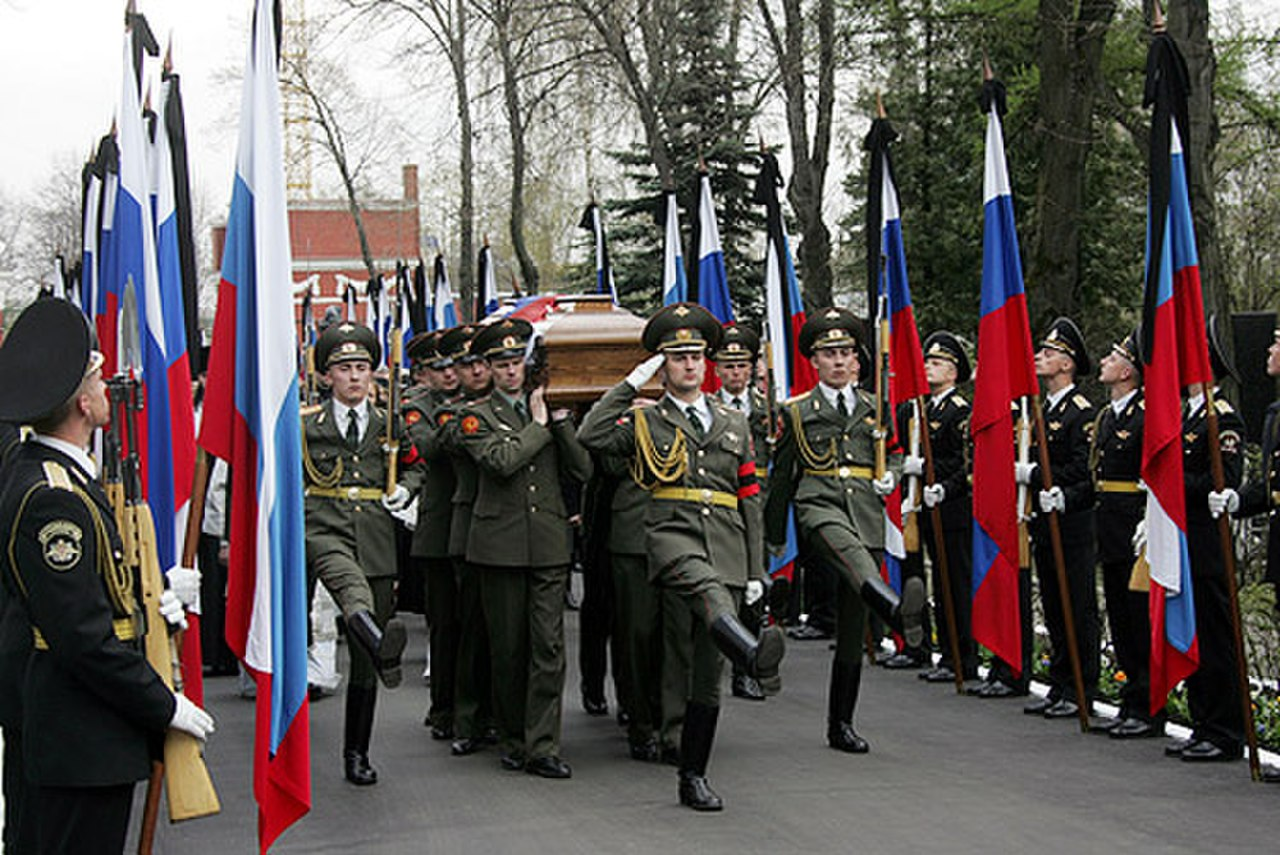
Похороны Бориса Николаевича Ельцина. Гроб с телом первого президента России переносят к месту погребения. 2007

Борис Ельцин скончался 23 апреля 2007 года в 15 часов 45 минут по московскому времени в Центральной клинической больнице в результате остановки сердца, вызванной прогрессирующей сердечно-сосудистой, а затем полиорганной недостаточностью, то есть нарушением функций многих внутренних органов, связанным с заболеванием сердечно-сосудистой системы, как сообщил в интервью РИА Новости руководитель Медцентра Управления делами Президента России Сергей Миронов. В новостной телепрограмме «Вести» он назвал другую причину смерти: «Ельцин перенёс довольно выраженную катарально-вирусную инфекцию (простуду), которая очень сильно ударила по всем органам и системам». Ельцин был госпитализирован за 12 дней до смерти. Однако, по словам кардиохирурга Рената Акчурина, который проводил операцию, «ничто не предвещало» его смерть. По желанию родственников вскрытие тела не проводилось.

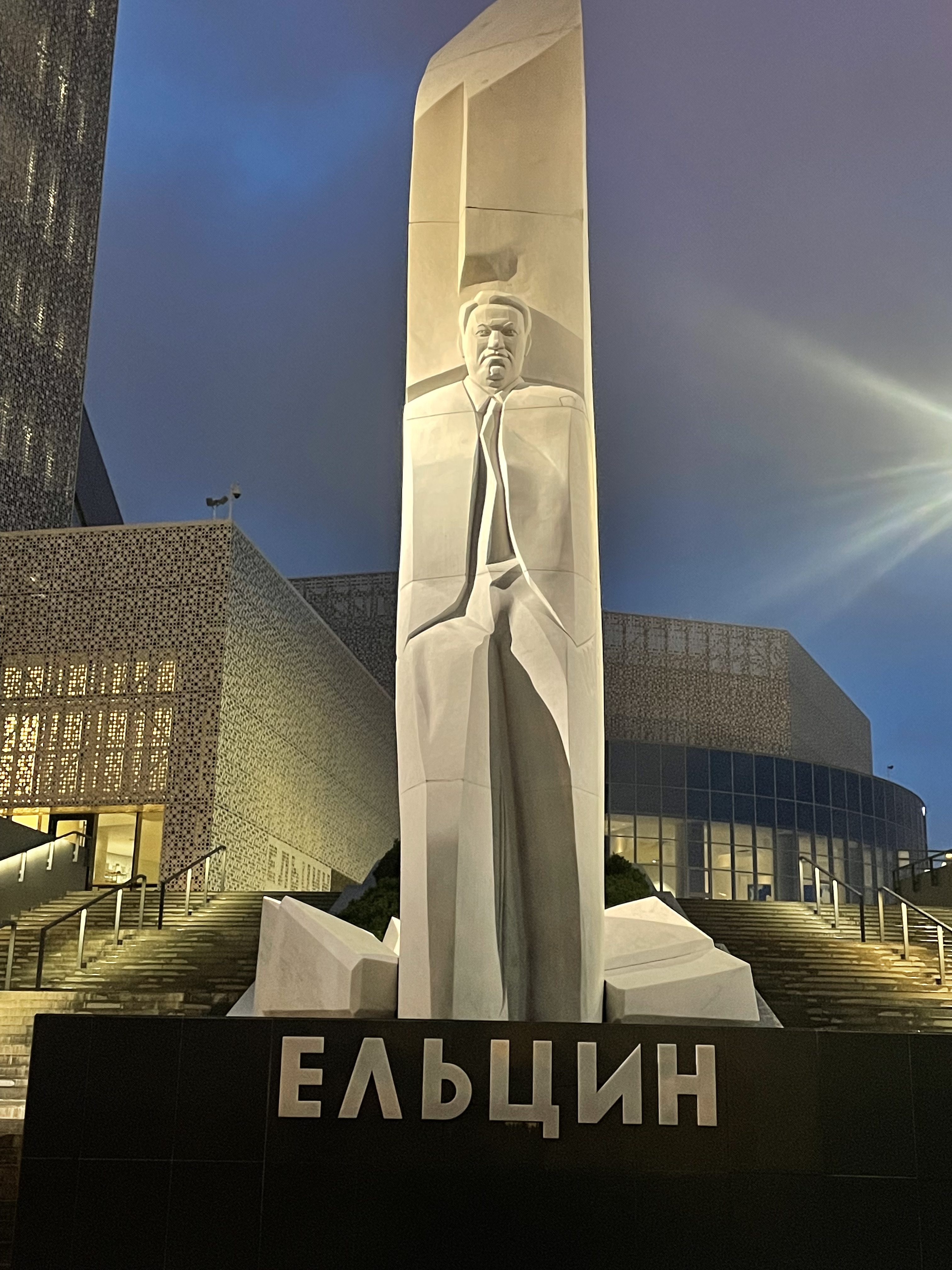
Памятник Борису Ельцину у Ельцин-центра

Отпевание прошло в храме Христа Спасителя, который был открыт всю ночь с 24 на 25 апреля, чтобы все желающие могли попрощаться с экс-президентом России. «Когда-нибудь история даст почившему беспристрастную оценку», — отметил патриарх Московский Алексий II, не участвовавший в отпевании и похоронах. Отпевание происходило с упоминанием титула, что вызвало недоумение некоторых представителей церковного сообщества.
Ельцин был похоронен 25 апреля на Новодевичьем кладбище с воинскими почестями. Трансляцию похорон вели все государственные каналы в прямом эфире.
25 и 26 апреля состоялись правозащитные митинги памяти Бориса Николаевича Ельцина в Москве и Санкт-Петербурге, организованные «Союзом правых сил», Республиканской партией России и МХГ. На них выступили Лев Пономарёв, Владимир Лысенко, Людмила Алексеева, Валерия Новодворская, Михаил Касьянов, Алла Гербер, Олег Басилашвили и другие.

## Наследие

### Общественное мнение

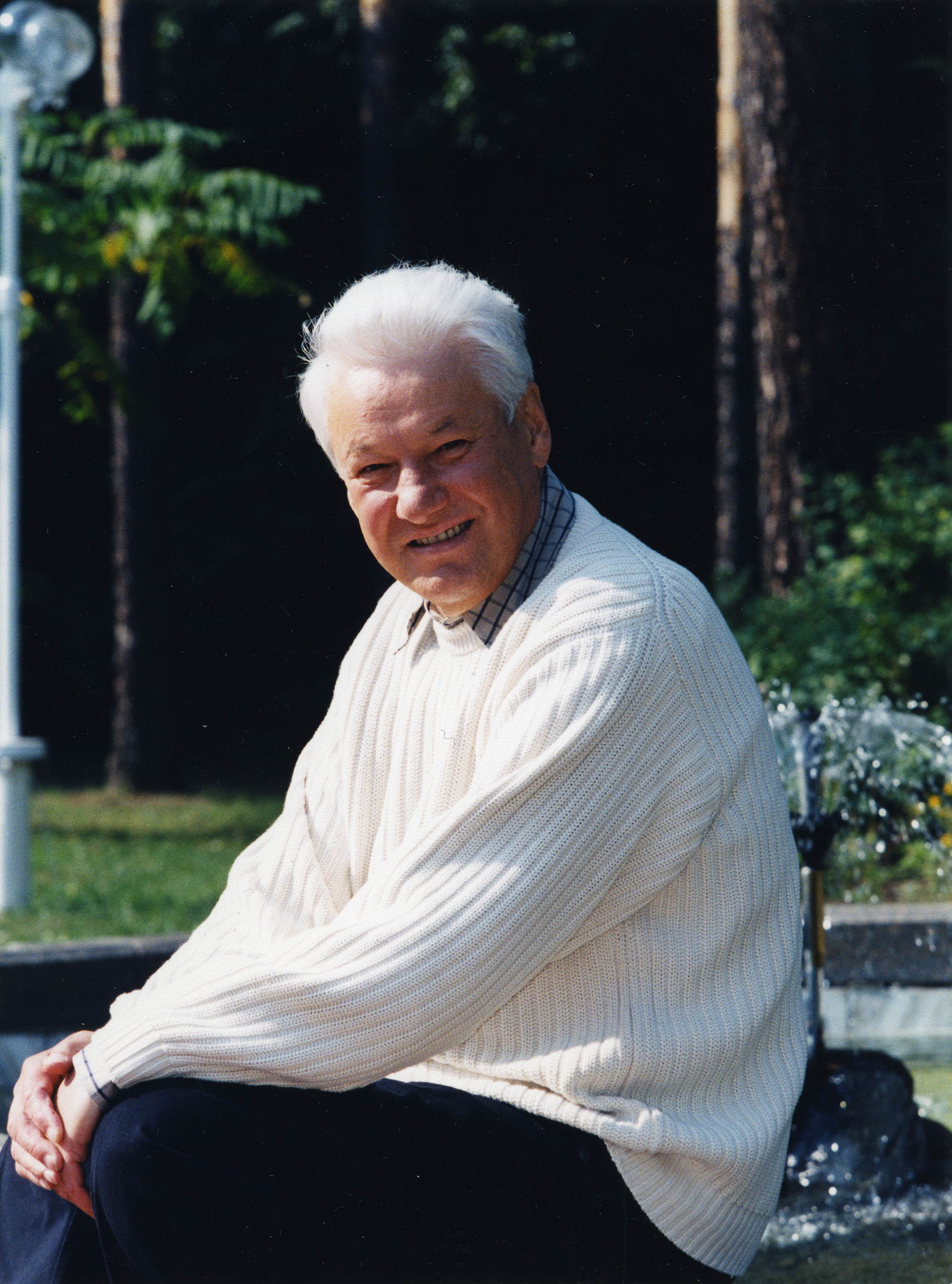
Борис Ельцин в 1996 году

Политологи и СМИ характеризовали Ельцина как харизматическую личность, отмечали необычность и непредсказуемость его поведения, эксцентричность, властолюбие, упорство, хитрость, смутность и аморфность идеологических взглядов. Противники утверждали, что Ельцину были свойственны жестокость, трусость, злопамятность, лживость, низкий интеллектуальный и культурный уровень.

По воспоминаниям Михаила Задорнова, Ельцин никогда не матерился и ни к кому не обращался на «ты» из посторонних лиц. Однако данное утверждение оспаривается бывшим секретарём ЦК КПСС Валентином Купцовым.

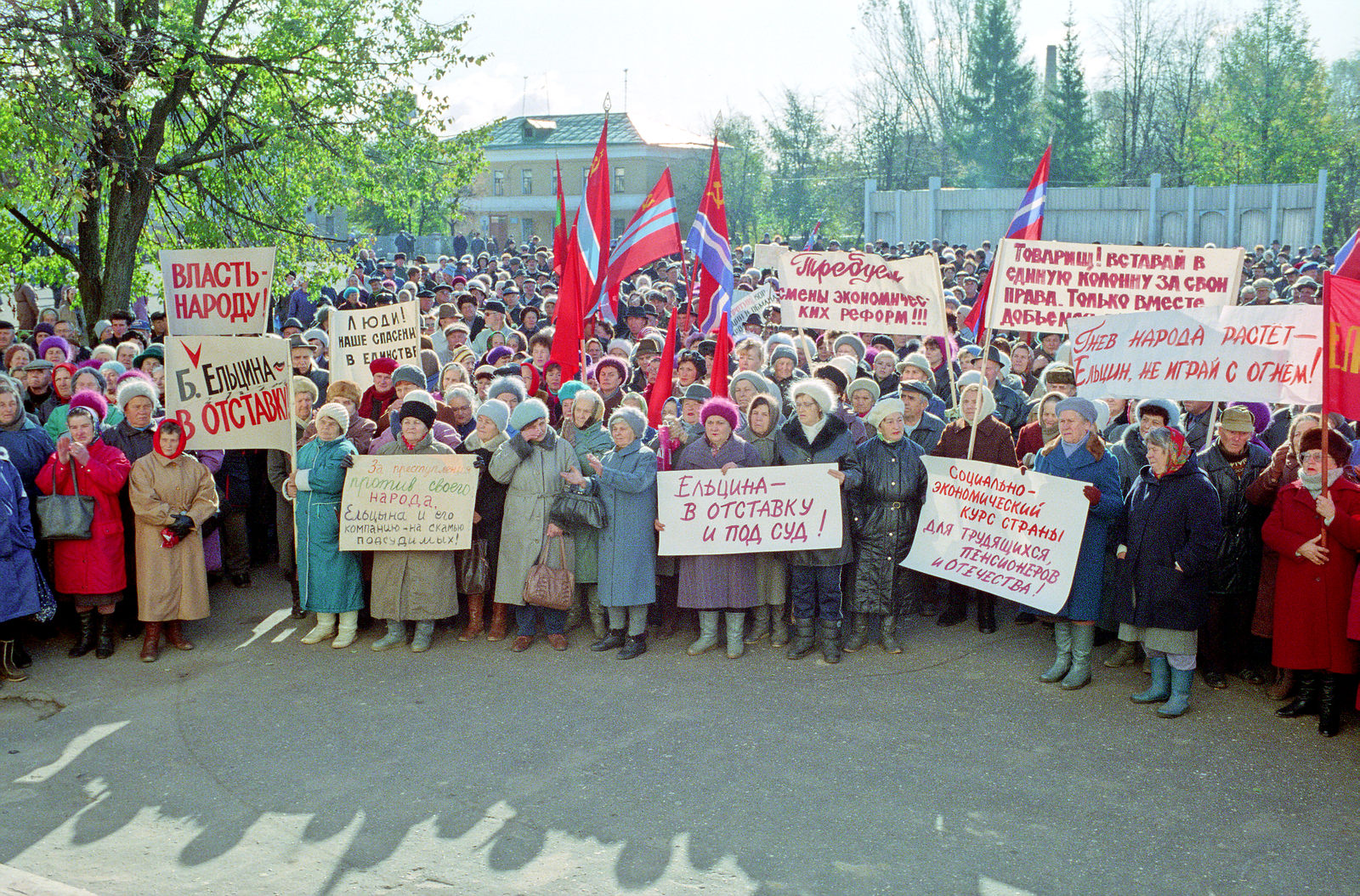
Антиельцинские протесты. 1998

По данным фонда «Общественное мнение», в 2007 году историческую роль Ельцина отрицательно оценивали 41 % жителей России, положительно — 40 % (в 2000 году, сразу после отставки, это соотношение составляло 67 % против 18 %).
По данным Левада-Центра, негативно оценивали итоги его правления 67 % в 2000 году и 70 % — в 2006, положительно 15 % и 13 % соответственно.
Согласно исследованию Левада-Центра, опубликованному в феврале 2023 года, положительно к Борису Ельцину относятся только 8 %, отрицательно — половина от опрошенных россиян, а 35 % высказывают нейтральное отношение. Отмечается, что самые молодые респонденты (18—24 лет) относятся к первому президенту скорее положительно. Позитивное отношение также встречается чаще среди москвичей и читателей Telegram-каналов (около 30 %). Отрицательное отношение преобладает среди старшего поколения, жителей некрупных городов и тех, кто доверяет новостям из ТВ.

### Историческая репутация
В 2010 году декан факультета прикладной политологии Высшей школы экономики Марк Урнов заявил: «При Ельцине в стране развивалась политическая и экономическая конкуренция, формировались свободная пресса и гражданское общество. Люди перестали бояться власти, учились говорить ей в глаза то, что думают. Конечно, переход от тоталитаризма к демократии не мог пройти без трудностей и ошибок. Обвинять Ельцина в развале Советского Союза глупо — в этом развале были заинтересованы элиты всех союзных республик, давно мечтавшие о независимости от Москвы. Беловежские соглашения, возможно, заключили слишком быстро, но распад СССР был неизбежен. Парад суверенитетов, губернаторская вольница — всё это тоже было, но и это не вина Ельцина… К моменту прихода Ельцина к власти экономика находилась при смерти. Нарастал дефицит всего и вся, валютные резервы стремились к нулю, а нефть стоила 8-12 долларов за баррель. Без решительных мер страну было не спасти от голода… Благодаря приватизации к концу 90-х в стране появились компании мирового уровня. В 90-е у нас не было такой чудовищной коррупции… Ельцин был совершенно немстительным, некровожадным. Оппозиционеров, взявших в руки оружие в 1993 году, немного подержали в тюрьме, а потом отпустили… Безусловно, в историю страны правление Ельцина войдёт со знаком „плюс“».
Российский политолог Лилия Шевцова в своей книге «Режим Бориса Ельцина» отметила, что во время правления Ельцина «российская элита фактически отказалась от продолжения демократизации, избрав модель административно-авторитарного устройства — президентскую „вертикаль“». В другой своей книге «Одинокая держава: Почему Россия не стала Западом и почему России трудно с Западом» она констатировала: «1993 год был годом принятия ельцинской конституции, которая создала каркас новой персоналистской власти. 1996 год запомнится победой Ельцина на контролируемых выборах, послуживших зародышем имитационной демократии».

В 2024 году политолог Станислав Белковский заявил, что Ельцин «конечно же, не был коррупционером»: «Деньги ему были просто не нужны, поскольку все потребности — не самые грандиозные, надо сказать, — много лет подряд целиком покрывались государством. Ещё с 1970-х годов он не понимал и не ценил денег».

Динамика роста ВВП (ППС) России: большая часть правления президента Ельцина пришлась на период экономического спада

Ряд западных журналистов весьма неоднозначно оценивают деятельность Ельцина. В заслугу Ельцину ставятся, в частности, окончательное разрушение СССР, проведение экономических реформ, борьба с коммунистической оппозицией. Однако также утверждается, что Ельцин при этом проводил антидемократическую политику, которая характеризовалась расстрелом танками демократически избранного парламента, созданием класса «олигархов» путём распродажи за бесценок государственных активов, президентскими выборами 1996 года, сопровождавшиеся, фальсификациями и манипуляциями, и профинансированные олигархами, получившими взамен залоговые аукционы, войной в Чечне, расцветом бандитизма и широкомасштабной коррупции, падением уровня жизни населения, спадом экономики и промышленности, злоупотреблением Ельциным алкоголем и передачей власти Владимиру Путину, так как, по мнению ряда западных источников, правление Путина является «менее демократическим» и представляет собой «возврат к авторитаризму».
В 2021 году российский журналист и писатель Олег Кашин так охарактеризовал правление Ельцина: «Узурпировав власть в едва ли не самой свободной стране мира (свободнее, чем СССР 1991 года — только нынешнее Сомали), Ельцин с нуля создал систему власти и политическую культуру постсоветской России. Лишённый каких бы то ни было комплексов, морали (и, очевидно, веры в Бога), он сумел выстроить отношения государства с обществом так, чтобы окно возможностей для его оппонентов было ограничено с радикальной стороны 1993 годом, а с умеренной — 1996-м, то есть из каждого политического кризиса выходов может быть только два — либо вы делаете вид, что признаёте честную победу власти, либо в вас будут стрелять… Свобода слова, свободные выборы, парламентаризм, демонтаж монополии КПСС, свободный выезд из страны, даже частный бизнес — наследие Горбачёва, многими до сих пор приписываемое Ельцину, и понятно почему. Без этого наследия слишком будет бросаться в глаза, что на самом деле оставил нам Ельцин, реальный основатель Российской Федерации и реальный основатель той системы, которую незаслуженно называют путинской».

### Увековечение памяти
См. также: Список наград и почётных званий Бориса Ельцина

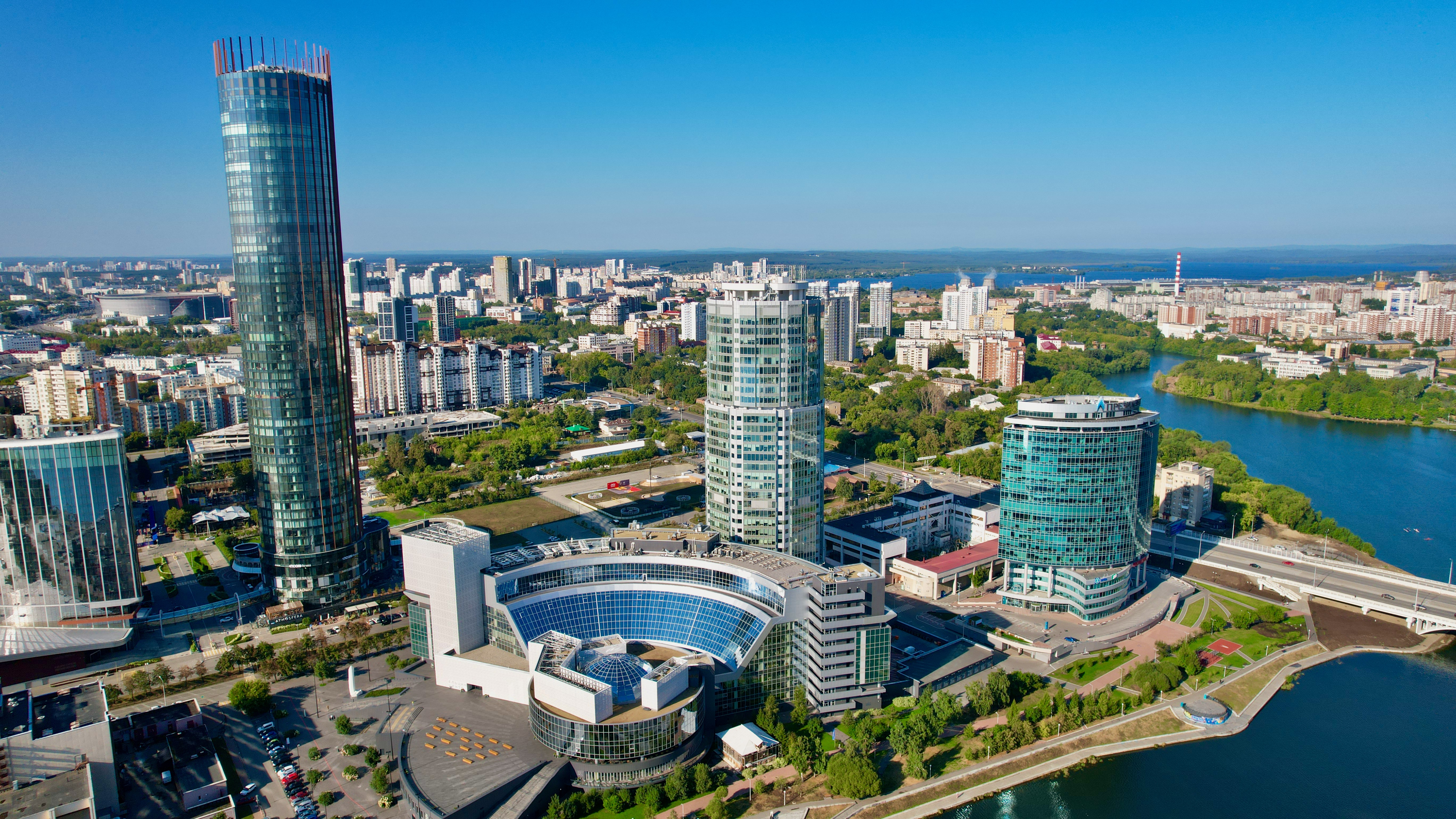
Ельцин-центр в Екатеринбурге

Именем Бориса Ельцина названы улица в Екатеринбурге, Уральский государственный технический университет, а также Киргизско-российский славянский университет в Бишкеке и ряд других объектов. В 2008 году был создан Фонд «Президентский центр Б. Н. Ельцина», основная задача которого — сохранение, изучение и осмысление исторического наследия Бориса Ельцина в контексте политических и социальных событий 90-х. В 2015 году под эгидой фонда в Екатеринбурге был открыт общественный, культурный и образовательный центр — Ельцин-центр. Одним из его основных объектов является Музей Бориса Ельцина, посвящённый современной политической истории России, жизни и личности Бориса Ельцина.

## Личная жизнь

### Семья

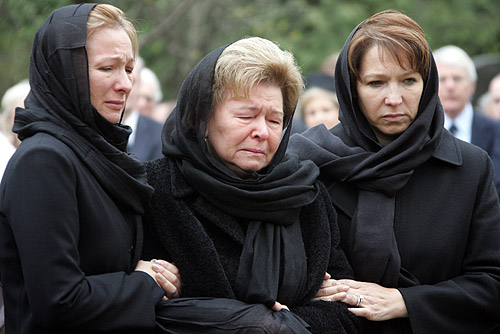
Наина Ельцина (в центре), дочери Ельцина Елена Окулова (слева) и Татьяна Юмашева (справа) на похоронах Бориса Ельцина. 2007

Борис Ельцин был женат, имел двух дочерей, пятерых внуков и троих правнуков.
- Жена — Наина Иосифовна Ельцина (род. 1932, урожд. Гирина, до 25 лет — Анастасия).
- Дочери:
  - Елена Окулова (род. 21 августа 1957), муж Валерий Окулов.
  - Татьяна Юмашева (род. 17 января 1960), муж Валентин Юмашев.
- Внуки:
  - дети Елены: Екатерина Окулова (род. 10 октября 1979) и Мария Жиленкова-Окулова (род. 31 марта 1983), Иван Окулов (род. 28 октября 1997).
  - дети Татьяны: Борис Ельцин (род. 19 февраля 1981); Глеб Дьяченко (родившийся с синдромом Дауна) (род. 30 августа 1995); Мария Юмашева (род. 2002).
- Правнуки:
  - Александр Окулов (род. 22 июля 1999) (сын внучки Екатерины Окуловой)
  - Михаил (род. 2005) и Фёдор (род. 2006) (дети внучки Марии Жиленковой-Окуловой и её мужа бизнесмена Михаила Жиленкова)[180].

У Бориса Ельцина были сестра Валентина и младший брат Михаил (1937—2009).

### Увлечение теннисом
Заслуга Ельцина в развитии тенниса (в России) колоссальная, потому что он в шортах и майке вышел прилюдно на корт. Все остальные в Советском Союзе играли, скажем так, исподтишка.
Ельцин был страстным поклонником тенниса, играть в который он начал со второй половины 1980-х годов. Внимательно следил за успехами российских теннисистов, старался не пропускать игры на Кубке Кремля и домашние матчи сборных. При нём был учреждён фонд поддержки юных талантов, вручавший денежные гранты юным теннисистам в возрасте от 14 до 17 лет. Внимание президента к теннису сделало этот вид спорта невероятно популярным в России в 1990-е — начале 2000-х годов.